# 摩托车帮会

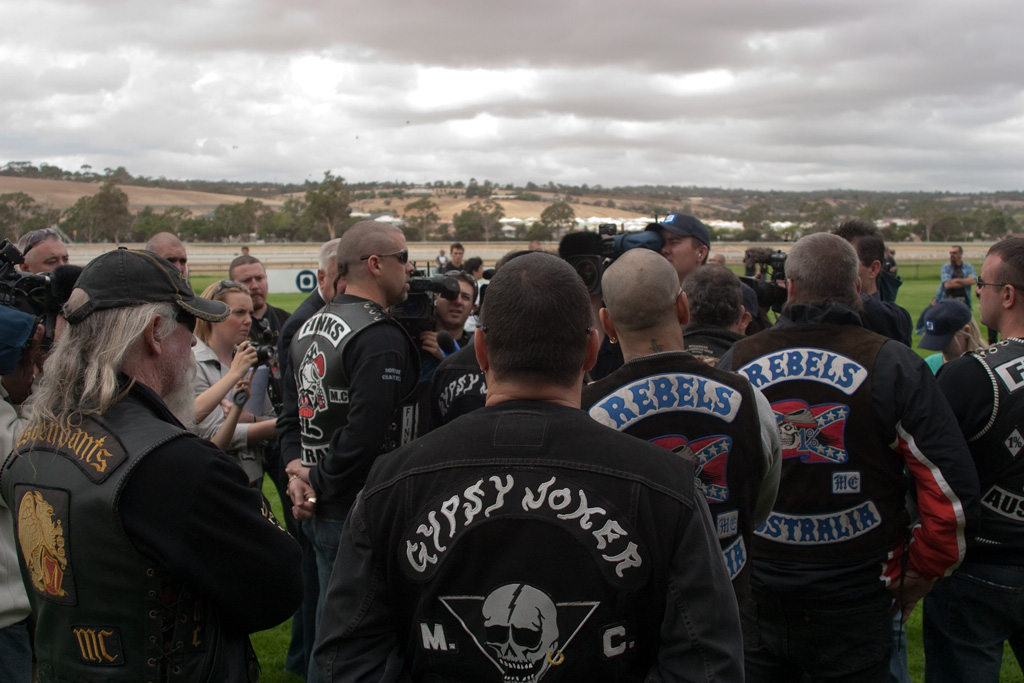
2009年，在澳洲的一個機車幫會聚會情形。

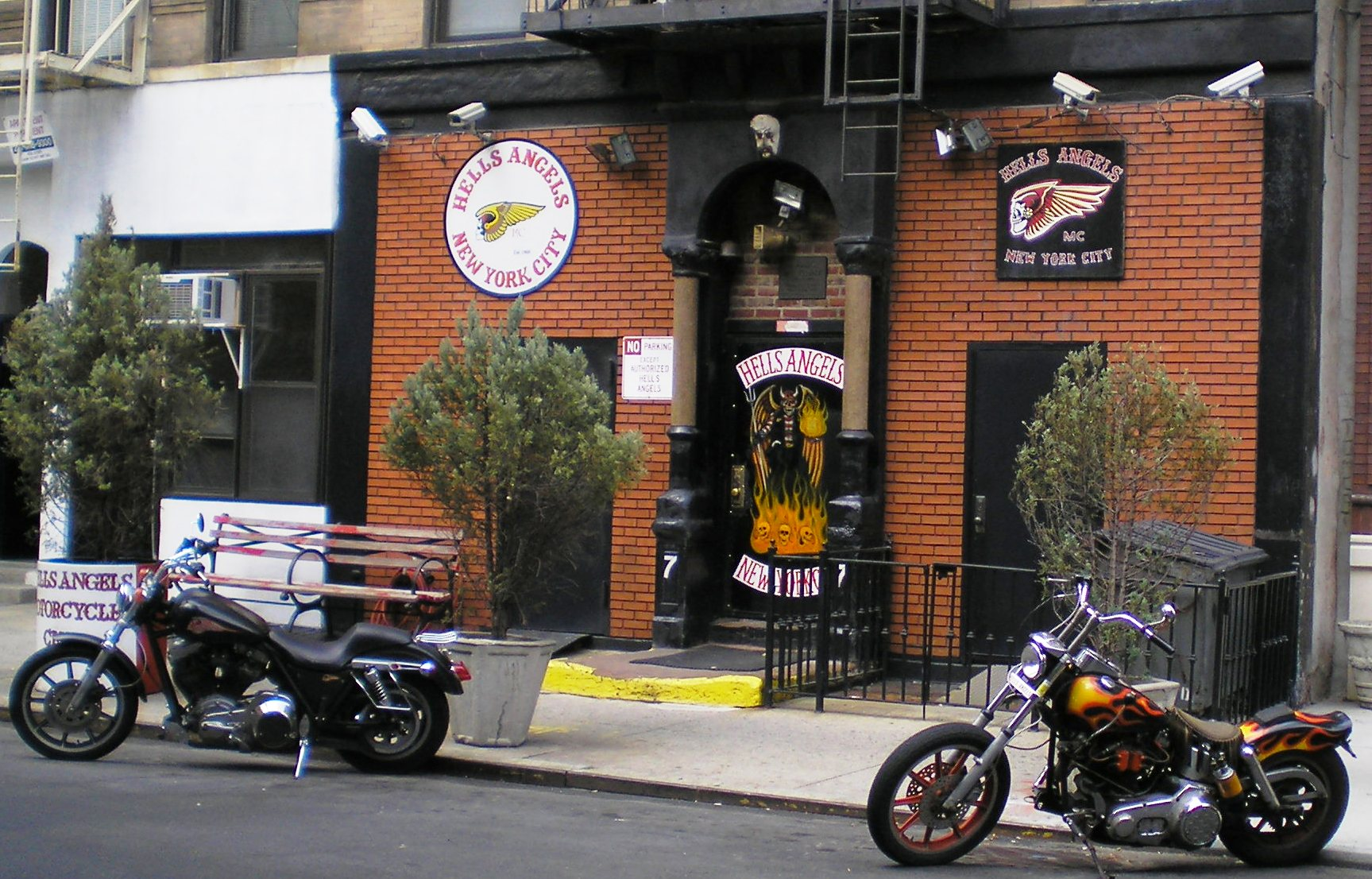
美國紐約市的一處地獄天使幫派會所。

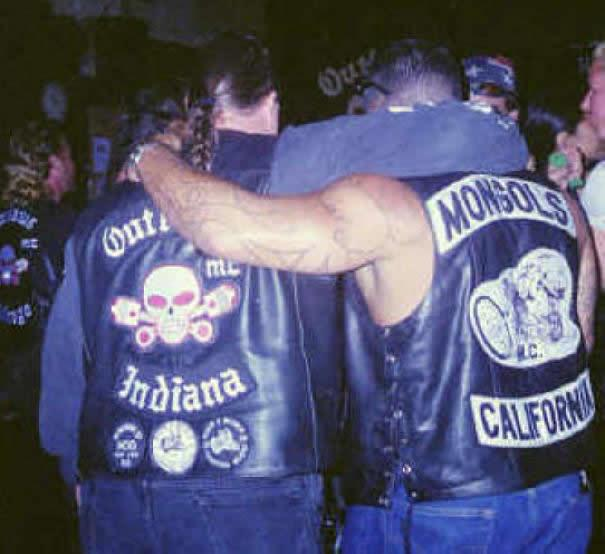
亡命之徒機車俱樂部和蒙古機車俱樂部的成員。

機車幫會（英語：Biker gang，或譯飛車黨）也稱為不法機車俱樂部（英語：Outlaw motorcycle club），是美國自第二次世界大戰之後興起的機車相关次文化，他們的成員主要是騎乘巡航型機車，尤其是哈雷摩托车或其他美式機車，彰显其自由、忠实和反社會的象徵。
在美國，這些摩托車愛好者的幫會通常不受美國機車騎士協會的監管，所以被形容為「違規、不法」的車友組織，他們大多有着自己的一套價值觀和法則。
機車幫會雖然形象叛逆，但內部強調團結與在地成員間的信任，70年代發展期受到越戰退伍兵的影響，形成極其封閉的準軍事組織，具有嚴謹的指揮系統和嚴格規則，而運作方式類似於民主政體，每個會員都擁有話語權及表決權，各地分會也在當地自治，具有高度的自決權。但是一部份機車幫會因為成員有些是罪犯，故同時也是高度結構化的犯罪組織，數十年來一直是犯罪學和歐美各國執法機構關注的問題，其利用摩托車方便快速的特點做為工具，從事諸如暴力、軍火走私和毒品販運之類的集體犯罪活動，並且使用自己的機車俱樂部尋找犯罪渠道，例如四大跨國幫會——地獄天使、亡命之徒、惡棍之徒和異教徒等已經發展為複雜的有組織犯罪集團，在全球非法毒品和武器貿易中佔很大比例，嚴重困擾著全球的執法機構。但這種次文化逐漸走向成熟後，部分幫會已經雇用律師完成法制化，目前的成員不一定都是罪犯，有些成員只是在社會層面表達他們反對法律或反對主流社會的立場，他們往往也拒絕穩定受薪的安穩環境。
機車幫會次文化時常簡稱為「1%文化」，他們是部落、兄弟會、家庭和公司的混合體。其標誌性形象為各個成員身上穿著的幫會背心，用以標識其隸屬幫會、領土位置、職銜階級、功績勳章以及其他效忠幫會的訊息。許多人認為它們的商標，是摩托車騎士中的精英象徵。此外機車幫會類型的服飾，最初是一個美國人的次文化，多年來在媒體和流行文化普遍的誇大或神化之後，現今已具有國際影響力；其危險無畏、獨立自由、忠於組織、陽剛狂野的風格已被其他次文化廣泛複製，最終成為一種商業化的時裝風格。由於機車幫會鮮明的服裝，模仿他們的皮革外套、牛仔背心、機車靴、補丁裝飾在當今的時尚界十分流行。

## 歷史

### 起源——從俱樂部到幫派（1940年代至1960年代）
至少有一個美國機車幫會聲稱其起源於1935年的芝加哥，不過該文化傳統上應追溯至1947年在加州的霍利斯特暴動。大多數機車幫會及其次文化本身是從1955年至1965年風靡美國的汽車俱樂部風潮中崛起的，靈感來自媒體反英雄人物，例如馬龍·白蘭度和詹姆斯·狄恩。這些早期的汽機車幫會通常是小型的當地組織，結構鬆散，內訌很常見，但是摩托車價格實惠，不斷有青年人加入。到了1970年，機車幫會在全美國範圍內激增並組織化，互相流動的成員固定下來後，幫會之間變得壁壘分明，深深的敵意取代了內部爭吵，成員對他們的幫會忠誠度越來越高。黑人民權運動受到許多年輕的藍領白人不滿，以及隨後的反越南戰爭聲浪、嬉皮時代的崛起，造成了一種失範，機車幫會藉此蓬勃發展。越南戰爭尤其被證明是促進機車幫會壯大的主因，因為一些退伍軍人返國後對社會適應不良，他們的服役沒有得到任何認可，他們渴望戰鬥部隊的友情和興奮刺激感，同時又對主流文化中的反軍事情緒表示不滿，許多退伍軍人創立了機車幫會或加入其中，尋找他們從未真正找到或已經失散的兄弟情誼。現今已知的大多數主要機車幫會在1970年代前就已出現，並且由於吸收了較小的幫會以獲取領土、成員和聲望，某幾個特別壯大的機車幫會顯然已成為次文化的主導者。這導致了激烈的領地衝突，尤其是在四大幫會——地獄天使、亡命之徒、惡棍之徒和異教徒之間爆發的暴力戰爭。

### 幫會戰爭與全球擴張（1970年代至1990年代）
這些幫會之間的摩擦，讓每個幫會不斷產生了資金需求，用來支付律師費、加強防禦和購買武器。這驅使許多幫會增加犯罪行為，發動搶奪地區特許經營的戰爭，通常是在新興的毒品交易中。冰毒市場特別吸引人，但不法車手們還經營軍火走私、勒索、盜竊、搶劫、襲擊和賣淫中介，而一些成員則進行更傳統的有組織犯罪。同時，一些幫會與志同道合的加拿大團體建立了牢固的聯繫。而在美國，小型幫會被較大的幫會所吸收合併，或者退出機車幫會文化和佔據領土的權利。四大幫會開始占主導地位，只剩幾個競爭對手，例如總部位於加州的浪子幫和以墨西哥裔美國人為主的蒙古幫。地獄天使統治著美國東北部和西海岸地區、亡命之徒佔領了美國中西部和南部的大部分地區，異教徒佔領了美國中部和東南部地區，而惡棍之徒則擁有德州、華盛頓州和蒙大拿州的領土。
在接下來的十年中，地獄天使和亡命之徒開始走出美國，首先是吞併或吸收加拿大的幫會，並在與其美國地盤相鄰的地區建立新的分會，這些幫會之間長期的仇恨不斷導致戰爭，這實際上使亡命之徒被趕出加拿大，他們很快就被惡棍之徒取代，惡棍之徒像地獄天使一樣積極招募現存的幫會，以爭取更多的權力和領土。當警察破獲了美國黑手黨對魁北克毒品交易的控制權時，這兩個機車幫會迅速試圖控制這個利潤豐厚的領土。地獄天使透過與義大利人的關係，進而與哥倫比亞的毒品供應商建立了聯繫。到了1980年代，不同幫會間的暴力衝突達到了一個新的水平，他們成為更大的跨國犯罪組織，例如地獄天使和惡棍之徒都進入了斯堪地納維亞地區。
1994年至1997年，地獄天使和惡棍之徒爆發了北歐大戰，是機車幫會歷史上最激烈、最血腥的戰爭之一，他們使用汽車炸彈、軍用級炸藥、火箭彈發射器互相攻擊、在哥本哈根凱斯楚普機場的停車場發生激烈槍戰，以及許多暗殺事件頻頻在斯堪地納維亞地區的城市中發生。執法部門急於制止暴力行為，政府的戰略是消滅實力較弱的機車幫會以結束戰爭。到動亂結束時，已經有11個機車幫會的人遭到謀殺，共160多人死亡，幾乎所有死者都是不法車手和其同夥。政府的策略結束了動亂，但使地獄天使在加拿大的霸權一直保留到現今。同時，地獄天使、惡棍之徒和亡命之徒開始在西歐擴大招募分會，然後將範圍延伸到各大洲，最終都成為勢力龐大的跨國幫會。

### 正規化轉型（1990年代至今）
機車幫會早期的次文化主要是狂野、自由、任性、喧鬧、暴力、聚會、友情、機械技能、享樂主義、對力量的迷戀等組成，標誌性形象是成員對「兄弟」的忠誠感和幫派式男子氣慨的榮譽感，他們是一群傳統、保守、抱持不法車手價值觀系統的所謂「純粹主義」者。他們喜歡激怒主流規範，但通常避免與公民和媒體接觸。這種反文化取向雖然還能在現代的年輕機車幫會中找到，但是它越來越被更加有計劃性和理性的次文化規範所掩蓋。隨著時間的流逝，骨幹成員邁入中年，他們面對家庭事務、擴張受阻、厭倦戰爭和政府起訴的壓力，促使企業家精神逐漸取代傳統車手喜愛的的純粹主義。換句話說，隨著機車幫會了解到純粹主義「反文化」的極端性，將不利於幫會版圖發展，高層開始試圖管理幫會形象，所幸幫會嚴格的等級制度，對成員的選擇和行為施加了更大的控制權。自1980年代後期以來，企業家精神變得越來越強大，在歐洲的某些幫會中，企業家精神可能已完全使純粹主義黯然失色。
現在，許多大型幫會要求成員持有正當工作。例如幫會分子成為音樂演唱會保安團隊的理想人選——從滾石樂團、感恩至死到烈酒公社，地獄天使經常為許多樂團工作。儘管如此，在幾乎所有情況下，工作和個人事業都是次要的，幫會事務始終是這些車手生活中的頭等大事。幫會也開始花費大量時間和資源來培養公眾形象，試圖削弱人們對機車幫會根深蒂固的暴力和犯罪形象，並偶爾強調他們也參與了社會化活動。例如地獄天使經營許多合法業務，將幫會標誌變成一個可以生產多樣化商品的品牌（如開設網路服飾商店和全球各大城市的實體專賣店），並且還開展許多慈善工作。儘管許多幫會成員會在1960年代和70年代向媒體和學者暢談論他們的生活，但美國機車幫會已經禁止或勸阻成員與媒體或學者講話。現在，他們已經指定發言人，通常是地位很高的成員或聘用律師，每當公眾關注焦點轉向該幫會時，他們就會進行公關活動。

## 組織領導

### 成員
機車幫會是極其封閉的準軍事組織，即使是一起喝啤酒等看似平凡的舉動，也可能會受到其成員的審查。大部分的機車幫會都會採用階段性的成員晉升制度，參加幫會的騎士必須經過幾個階段。以地獄天使為例，首先需要收到分會的的邀請，擁有駕駛執照、自備一台排氣量750cc以上的機車（通常要是哈雷機車公司的車款，但布爾機車公司或其他美國車廠的也可以接受）。熱愛騎車旅行、能夠準確射擊槍枝，並具有正常的身體素質和個性。性侵犯、警察和監獄職員的第二代不可加入俱樂部。通過審核者將有機會在漫長的艱難考驗中逐層晉升，時間從六個月到三年不等，依次為：
- 幫會夥伴（Friend of the Club）——這種級別的隸屬關係包括與幫會進行某種正式或非正式聯繫的人員，也許最常見的是透過與正式成員的友誼或共同熟人來實現，但他們尚未宣布打算成為準成員。幫會夥伴可能會繼續參與活動或改變意願，關鍵區別在於他們有沒有表達加入幫會的意圖。幫會夥伴可能本身為重型機車愛好者，但這不是必需的條件，關鍵是個人的信譽良好。幫會夥伴雖然可以獲得共同騎車的機會，但不能穿著幫會背心或縫上布章，也無需支付任何會費。直到產生加入幫會的興趣後，才會進入下一階段[19][20]。如果該人已經結婚，幫會成員將對他的妻子進行詢問了解，以確保該人對幫會的承諾不會造成利益衝突[16]。
- 遊蕩者（The Hang-around）——少數幸運的幫會夥伴可以成為遊蕩者[19]，每個人的「遊蕩時期」可能相差很大。也有可能從遊蕩者變回幫會夥伴，通常發生在一個人在幫會遊蕩一段時間後，決定不再嘗試加入，但仍然想參與幫會的部分活動時。任何有意加入幫會的人都必須先經過一些遊蕩者時期。這也是該人可以驗證自己適不適合「1%文化」的機會。同時，幫會開始進行相關的品格評估過程。通常遊蕩者會騎自己的機車，但並非總是如此，也不是絕對必要的。同樣，遊蕩者不具備穿著背心的資格，也無需支付任何會費。遊蕩者應該表現出對所有正式成員和任何其他幫會份子的尊重，以及對所有見習成員的尊重[20]。遊蕩者仍是獨立個體，如果發生任何事故，幫會不承擔任何責任[14]。
- 見習成員（Prospect，也譯為潛在成員、菜鳥）——如果遊蕩者對幫會表現出真誠的興趣、明確表示準備成為正式成員、在幫會內贏得某個正式成員的信任擔保，並且由至少75%人數的正式成員投票通過後，則晉升為見習成員。每個人的「見習時期」也相差很大，少則數個月、多則數年。見習成員必須做到所有正式成員要求的任何事情，等於成為幫會最底層的全天候免費勞動力，將會不斷面臨幫會給予的種種打雜工作、膽識考驗、打擊自尊、品格觀察、忠誠測試和更深入的背景調查。許多大型幫會甚至最終會用上測謊機[21]，以確保他們不會被政府線人、臥底警察或敵對幫派成員滲透[19]。並非所有見習成員最終都能成為正式成員。有些人會意識到幫會不適合他們、無法適應「幫會至上」的黃金法則[14]；又或者幫會認為某個見習成員並不適合加入，可能是膽識不夠、無法贏得信賴。儘管見習成員沒有投票權，但已經可以等同於幫會的「成員」，而不是幫會夥伴或遊蕩者。見習成員必須擁有自己的重型機車，他們可以獲得一件幫會背心，並縫上屬於見習成員的布章（但還不能縫上幫會標誌及名稱）。見習成員可能需繳納會費，且確實要以任何適當方式為幫會的福祉和整體利益做出貢獻[17][20][22]。
- 正式成員（Full-patch Members），又稱為持標人（Patchholders）——「見習時期」的過程可能需要一年左右，通常情況下，證明見習成員忠誠度的最終途徑是執行謀殺[19]。最後階段是委員會決定何時發起投票，必須是全體成員一致同意，只要有一人投否決票就不能晉升；若通過投票，則該人成為正式成員[20][23]，獲得在幫會背心縫上幫會名稱、徽章、分會名稱、堂口和其他布章的資格[14][24]。一個正式成員已經證明與幫會的原則、理念和規程保持一致。正式成員可以享受所有特權、擁有投票權、可以參加幫會所有的會議和活動，而且無條件獲得所有成員的「兄弟情誼」[14][20]。

實際的晉升執行和成員升階流程，在不同的機車幫會間往往有很大的差異。通常情況下，如果要完全退出幫會，最好的時機是在遊蕩者和見習成員階段。成為正式成員之後，都必須在某種程度上宣誓效忠於幫會，往往是以個人的性命為代價，一旦加入就不可能任意離開，如果某個成員私自退出，他將會失去幫會資格和其他所有能代表幫會的私人物品，並可能會遭到毆打。若是投票驅逐，必須繳回幫會背心和徽章，並清除（或塗黑）身上有關俱樂部和幫會的所有刺青。這項規則的例外是，若成員為幫會忠誠的效命多年，到了退休年齡，他們可以被允許優雅的退出，並且在某些情況下，甚至可以保留幫會背心和徽章。一些機車幫會則有獨特的布章，如殺手、榮譽騎士等，裝飾在成員的幫會背心上。

### 職位

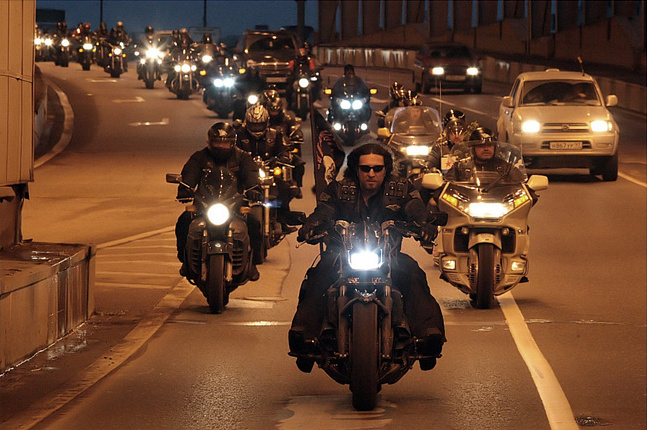
騎行在道路上的夜狼機車俱樂部車隊，帶頭的是該幫會會長亞歷山大．札爾多斯塔諾夫。

雖然在不同幫會中有不同的規矩，但機車幫會仍具有典型的內部組織架構，而且非常嚴謹。機車幫會通常在一個獨特的、自成體系的世界中運作，並具有特定的功能、職責、頭銜和行話。他們的指揮系統非常類似軍隊結構，並有一套嚴格規則。大多數機車幫會的運作方式都不像獨裁政體，他們類似於民主政體，所有的職位和新晉成員都是通過投票選舉。其幹部職位組成了該幫會的執行委員會，包括：
- 創始人（FOUNDER）——是創立特定幫會的一個或多個人。如果創始人積極參與幫會活動，他們將被視為會長，並具有與會長相同的職責。如果有創始人和聯合創始人（CO-FOUNDER），或者有兩個聯合創始人的情況，則他們很可能會分別保留會長和副會長的頭銜[30]。在某些幫會中，創始人就是最高領導人[14]。
- 國際會長（INTERNATIONAL PRESIDENT）——是跨國型機車幫會在全球版圖中的最高領袖，代表世界所有分會做出決定[31]。
- 全國會長（NATIONAL PRESIDENT）——是在他的國家以俱樂部名義進行演講，並就他在該國負責的所有分會發表意見或做出決策[31]。
- 會長（PRESIDENT）——是執行委員會的主席，也是該分會的首席執行官。幫會與任何外部組織、企業或其他人員之間的所有事務均由主席採取行動。如果會長無法出席活動，則由副會長擔任主席。會長是該幫會的私人代表，並能夠判斷幫會規定未涵蓋的項目。他是其他機車幫會、公共關係和執法部門之間的聯絡人。他在任何商業來往中代表幫會、監督經濟交易，並在所有成員和家庭成員之間促進幫會的團結和利益[30]。會長不是統治者也不是老闆，不能做出獨斷決策，仍必須交由委員會投票[14]。
- 副會長（V-PRESIDENT）——負責監督幫會活動的計劃、協調執行委員會、在該幫會的會長與成員之間傳遞信息。其他委員會成員的任何問題、評論或關切都是由副會長出面。副會長是會長下面的第二指揮人，在會長缺席的情況下，他會承擔會長的所有職責[30]。
- 軍士長（SGT. AT ARMS）——是正副會長的左右手、見習成員的教官，有時也擔任家法執行者（英语：Mob enforcer）[32][33]。軍士長會確保所有成員遵守幫會制定的所有法規和協議、盡快執行所有委員會的命令。如果軍士長發現任何成員的行為方式受到幫會的反對，則將其報告給委員會。軍士長會執行所有幫會退役、辭職、彈劾或驅逐程序，取回身上的幫會背心及去除相關刺青。軍士長負責捍衛所有成員的人身安全、幫會名譽、領地和財產，免受外部威脅。他也負責保管槍支和武器、與幫會安全有關的數據記錄[30]。除非軍士長同意，否則成員之間不允許打鬥[34]。
- 執法者（ENFORCER）——軍士長的助手[31]，確保所有成員都遵守幫會的法律和規則。在任何類型的衝突中，他會保護所有成員及幫會的聲譽。執法者也協助所有成員進行所有形式的戰鬥，包括任何類型的槍枝火拼或鬥毆[30]。
- 秘書長（SECRETARY）——負責保存所有幫會會議記錄、書面報告、外部組織之間的往來信件，以及在每次委員會會議上做書面記錄。除正常安排的會議外，他還負責將特別會議的時間和日期通知所有成員。秘書長也負責安排選舉及任命、維護並修改幫會的組織結構[30]。值得注意的是：21世紀的機車幫會也需要建立良好的公眾形象，這是秘書長的職責[29]。
- 財務長（TREASURER）——負責保留幫會的所有財務記錄、向成員收取所有會費和罰款。他從所有業務中保管收入，並負責支付幫會的所有賬單或費用。財務長會在每次委員會會議上向成員報告財務狀態。他還負責保管、維護所有未核發的幫會布章，以及每個成員擁有的布章和徽章記錄[30]。通常會就經濟事務向會長提供建議。許多人認為財務長是機車幫會組織結構中的關鍵角色之一，因為該職位需要無可挑剔的品格和很高的道德水平。如果財務長貪汙腐敗並且私下挪用幫會資金，可能會破壞整個幫會。擔任該職位的成員必須值得全體信賴[29]。
- 路隊長（ROAD CAPTAIN）——負責制定所有幫會的集體騎乘行動，包括規劃行車路線、停靠點、維修點、住宿點以及加油點等行程細節。在騎乘路途中，如果正副會長不在現場，則他是順位領袖。如果會長帶隊騎乘，則路隊長與會長一起騎在隊伍的最前面。他負責在騎乘時執行所有幫會的道路規則和程序，並選擇一名幹部維護所有成員的行車安全[30]。在公路行駛中，路隊長的指揮和命令具有絕對權威，甚至正副會長也不能提出質疑[14]。
- 尾炮手（TAIL GUNNER）——是路隊長的對應，儘管在機車幫會層級較低，聽起來像是次要角色，但事實並非如此：車隊最尾端是一個脆弱環節。因此，尾炮手必須時刻準備好立即保護幫會和遠離危險。例如，在變換車道時，尾炮手騎乘的機車要率先變線，以確保所有成員都能安全跟隨。這個職位是車隊行駛中不可或缺的一部分[29]。

### 組織
通常情況下，大型的跨國機車幫會在美國設有總部，總部擁有其他堂口，稱為「總會（ORIGINAL）」，其他堂口則稱為「分會（CHAPTER）」。「總會」是整個機車幫會組織網的總管理者，並會依照各種問題制定俱樂部的政策和規範。高級職位也分為地方性和全國性，由更高級的幹部成員在一定程度上對下游幫會進行監督，而全國性或國際性幹部則確保一定的秩序感、組織群眾性事件，並在各分會之間發生衝突時發揮裁決或調解的作用，維持內部團結。

### 領土和權力劃分
大多數分會將城市作為其領土，但通常在一個大都市地區會發現多個分會共存。在某些地區，一個分會可能會聲明一個地區（例如南佛羅里達）。每個分會必須至少有六個成員，並且大多數正式成員（持標人）少於三十個。總會允許眾多分會使用幫會的名稱和標誌，而幫會名稱和標誌則受到所有成員的嚴格保護。機車幫會所有級別的幹部每年選舉一次，並且定期舉行全國或跨國「巡遊」，要求所有活躍成員出席。這些活動促進了各分會之間兄弟般的團結感，並為幹部選舉、新人晉升和成員的其他正式業務決策提供了場所。總會控制著幫會旗下的版權和俱樂部的一些正式資產（例如會費、基金），以及授予、暫停或撤銷當地分會特許的權利。州、省和區域性分會可以在這些活動中正式討論，也可以出於自己的目的舉行單獨的巡遊。正式決定幫會何時向另一幫會「宣戰」的是由總會決策，但是各個分會和當地其他幫會之間經常發生摩擦和衝突，除非嚴重影響到整體幫會，否則小規模衝突不會受到總會嚴格控制。

### 幫會類型
長期研究「1%文化」的美國犯罪學博士詹姆斯·奎因（James F. Quinn）將機車幫會分為4類：
- 支援幫會，其參與犯罪活動的程度從中到低，並與「1%」幫會保持聯繫，提供支援以獲得保護。
- 附屬幫會，由「1%」幫會的成員創建和控制，並作為「1%」幫會的勞動力來源；附屬幫會的成員執行的任務都與「1%」幫會的犯罪活動有關。
- 區域幫會，其成員和領土有限；這些團體通常與「1%」幫會有某些聯繫，但不具有「1%」幫會的規模。
- 「1%」幫會，（例如地獄天使、蒙古幫（英语：Mongols Motorcycle Club）等）在機車幫會世界中的犯罪體系中處於最高地位，並決定了整個文化的發展[35]。

## 車手文化

### 幫會背心

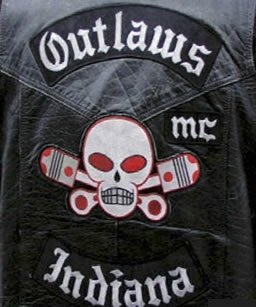
亡命之徒機車俱樂部的幫會背心，最下方的布章表明此人的幫派領地位於美國印第安納州。

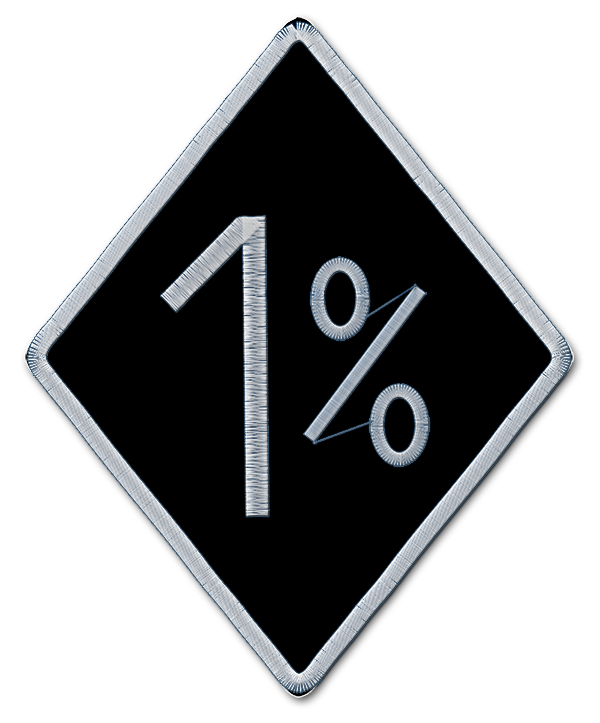
一片「1%」布章。若平民佩戴「1%」布章，可能會引起當地機車幫會的警戒或挑釁。

機車幫會次文化時常簡稱為「1%文化」。這種次文化的成員不一定都是罪犯，他們不是專業的犯罪分子，有些成員只是在社會層面表達他們反對法律的立場，並且認為所謂的「不法」只是美國機車騎士協會的取締罰則，而非政府制定的法律，所以他們不願遵守。在此文化中最容易辨識的外觀形象，就是各個成員身上穿著的幫會背心（cuts、colors、kutte、cut-off），這種服飾文化彰顯了不同幫會間的獨特標誌，並擁有某些隨身的功績勳章，而且取得穿戴資格是非常困難的，因此成為不法車手榮譽感和自豪感不可或缺的一部分。若是遭到損毀、搶奪或外人剽竊冒用，他們會為了守護幫會背心而戰。機車幫會的許多成員會毫不猶豫的毆打或殺死他們認為不尊重其幫會標誌的人。
機車幫會使用顯眼的標誌符號與外界建立有意義的互動。例如，一個不法機車俱樂部其選擇的幫會標誌，目的是強調他們作為一個具有強大男子氣慨的精銳組織，並與其他文化和主流社會隔離。它可能具有骷髏符號（例如叛軍幫）、嗤笑的魔鬼頭像（例如撒旦菁英），拿著散彈槍和手銬的骷髏頭（例如賞金獵人）、身穿斗篷的骷髏（例如冷血死神）或戴著翅膀頭盔的骷髏頭（例如地獄天使）。這些是死亡、權力、自由和叛亂的圖像，但基本主題是戰爭英雄。如韋伯·艾伯特（Wee Albert）所說：「幫會背心將不法車手與大街上的其他人區分開，目的是讓人們知道他是何等人物」。
在1960年代至1980年代初，機車幫會的傳統就是永遠不洗幫會背心。無論成員的幫會背心留下多少污漬，都將成為其個人歷史的一部分。背心和上面的布章意味著成員與幫會兄弟間之間的獨特經歷，他們視背心為個人的人生紀錄片。從1980年代中期開始，機車幫會發生了風格變化，他們開始更關注布章的色彩清晰度，老舊模糊的布章逐漸被替換。同時，也有許多和機車幫會本質截然不同的平民俱樂部，如女子機車俱樂部和休閒機車俱樂部，他們穿戴類似的服飾、布章、徽章和特徵，例如典型的機車幫會皮革服裝、刺青，以及蓄鬍男子，使外界（特別是警察）難以分辨兩者之間的差異。

### 人際連結、生活方式與情報收集
由於機車幫會組織嚴謹，因此能夠迅速動員，而且裝備精良。這些不法車手在槍械方面擁有專業知識，並擁有複雜的情報網路。車手們將他們隸屬的組織稱為「1%摩托車俱樂部」（MC），而不是幫派。大多數機車幫會都在背心縫上「1%」字樣的布章進行區分。典故來自1947年7月3日在霍利斯特的一場機車拉力賽，大約四千多名機車愛好者參加，幾乎癱瘓了該小鎮，至少有五個機車幫會在現場，該次比賽最終演變成混亂，幾個機車幫會掀起了街道暴動，稱為霍利斯特暴動。美國機車騎士協會便評論表示「99%的機車騎士是體面、守法的公民」，意味最後一個百分點是不法份子。
實際上，與許多傳統（血緣）家庭相比，機車幫會中的情誼連結更加牢固。他們是部落、兄弟會、家庭和公司的混合體，並且普遍存在「一人即是全體」的精神，這意味著毆打或傷害一個幫會成員就是攻擊整個幫會，他們往往會為了恢復俱樂部的榮譽而戰。機車幫會的成員並不總是外界「酒醉、狂妄、不講道理的」刻板印象，許多不法車手都是精明冷靜的人。現今的機車幫會經常展現出「社區好公民」形象，有些成員甚至很親切，當民眾與他們交談時往往獲得十足的尊重。他們拒絕舒適和穩定的環境，大多喜歡在自己鍾愛的哈雷機車上到處騎乘（但也不是全部的成員都獨鍾騎乘機車，有一小部分的成員甚至更喜歡四輪汽車），幾乎享受著吉普賽人的生活方式。他們認為自己擺脫了主流社會朝九晚五、安穩的勞工心態，實際上享受著動盪狂歡的人生。
通常情況下，機車幫會要求其成員「在社區中保持低調」，以免當地警察提高監視力度。如果不是舉行活動，或因毆打、公共騷擾被捕，人們很難在公開場合發現機車幫會的蹤跡。在幫會生活中，自律經常是一項規定，其成員很少使用使用迷幻劑，例如LSD、安非他命和古柯鹼，即使使用這些藥物也是程度較輕的例子，而不是常態。幫會成員主要愛好大麻、酒精和香煙。實際上，在叛軍幫及地獄天使中，若成員持續吸食毒品，尤其是海洛因，將是一種冒犯性的罪行，進而剝奪該成員的幫會資格。若成員開始飲酒過量時，他的幫會背心可能會被沒收，並暫時剝奪資格。當某個成員在公共場所因吸毒或酒醉而喪失行為能力時，它將使其他成員和幫會的聲譽受到外界威脅，無論是來自警察還是公眾的觀感，所以過度放縱是禁止的行為。
「1%文化」群相對其他幫派文化較小，因此大多數不法車手都相當了解自己所在地區和當地競爭對手的成員。他們一直將大量的時間和資源用於情報收集，以對抗競爭對手和執法部門。每個成員的經歷都經過盟友和敵人的深入研究，以防止臥底、滲透和背叛。隨著《有組織犯罪控制法》提起訴訟的頻率和成功率不斷提高，機車幫會擴大了對成員、菜鳥（見習成員）和同夥的監視範圍。他們還開始調查所有與幫會或其成員有聯繫的人。一些機車幫會還鼓勵招募律師和其他專業人士作為正式成員。與以前相比，女性被徹底隔離在幫會生活之外，並且採用了各種反監視的技術和措施。被觀察者、見習成員和正式成員越來越多的提供能夠進行法律研究和各種監視的勞動力。儘管如此，美國警察已在各個主要機車幫會安插了數名臥底警官。

### 慈善活動
機車幫會時常會進行慈善活動，例如贈送玩具到孤兒院。慈善捐贈經常被引證為這些俱樂部實際上與負面媒體形象不同的證據。不過機車幫會也經常被指控利用慈善活動來掩飾犯罪行為（如軍火走私）。美國機車騎士協會經常抱怨機車幫會造成對一般人騎乘機車的不良宣傳，他們表示，機車幫會進行慈善活動實際上會阻止公眾參與慈善、減少捐款數字，而傷害到真正有需要的人。2005年，在加州發生一次機車幫會進行慈善捐贈玩具的中途，與敵對幫會爆發大型槍戰的流血衝突，這引起了輿論對機車幫會參與慈善活動的擔憂。美國政府試圖禁止機車幫會進行社團活動，或限制其成員穿著幫會背心，以避免再度於慈善活動中發生幫會火拼事件。2002年，賓夕法尼亞州的術士幫便循法律途徑控告他們被排除在慈善活動之外。

## 身分區別

幫會背心的布章佈局及含意示例：
1) 幫會名稱
2) 幫會標誌 + 「MC」字樣
3) 國家、洲、郡或城市
4) 「1%」、「1%er」布章代表大型幫會
5) 特殊頭銜、稱號、分會名稱
6) 幫會銜級、職務
7) 側面 – 地區分會名稱

早期的機車幫會通常是將牛仔夾克或皮夾克剪裁成背心，幫會背心的背面往往是用來辨識機車幫會的主要途徑，因為他們都會將幫派徽章縫在背面中央，這些識別布章除了幫派徽章還包括幫派名稱、堂口所在地和機車俱樂部的英文縮寫「MC」，以及國家、州、省，或其他分會地區的識別布章。許多平民俱樂部也會將背心縫上布章，例如哈雷車主俱樂部，但他們不會縫上「MC」。
機車幫會的布章永遠是幫會本身的財產，雖然只有正式成員可以穿戴幫會的徽章，但這些布章的所有權並不屬於成員自己的。一個機車幫會的成員必須嚴謹保護自己的幫會背心，如果讓自己的幫會背心落入外人手中，就是一種非常恥辱的行為，可能會導致幫會成員喪失身分資格或遭到其他懲罰。通常一些規模較大的機車幫會會把幫派徽章註冊成商標，例如地獄天使在全世界五十多個國家將他們的死亡頭骨圖案註冊成商標，積極保護其幫會標誌，防止未經授權的使用。

### 布章
幫會布章的傳統源自於軍團旗、部隊隊徽、軍階和軍事獎章。機車幫會之間的關係很複雜，在幫會背心上的布章主要用以標識其成員隸屬的幫會和領土位置。同時也能反映幫會文化中教派般的象徵，對他們來說如同國旗一樣神聖不可侵犯，並能提供配戴者的社會史，如前科、吸毒，以及其他效忠幫會的訊息。自1960年代以來，許多不同的機車幫會都穿著類似風格的布章。許多人認為它們是摩托車騎士中的精英象徵，其風格已被其他次文化廣泛複製並商業化。背心上的布章是幫會成員「社交化的重要標誌」，展示自己在組織內的階級排名，並呈現一種主要的身份象徵，帶有相關的象徵意義。如果醫生和醫務人員在急診室對機車幫會成員進行救治期間，應謹慎對待傷患的幫會背心，否則可能會遭受機車幫會的敵對反應。
大多數機車幫會成員布章的顏色會遵循慣例，具有與它們各自的標誌相關的兩種色調；例如地獄天使的布章都帶有紅色和白色、惡棍之徒的布章都帶有紅色和黃色。絕大多數正式的幫會背心都是三片式布章；包括頂部的幫派名稱布章（top rocker）、中間的幫會標誌布章（rocker）和底部的堂口所在地布章（bottom rocker）。這些布章的形狀通常是弧形，布章的數量和安排有時是表明機車幫會的性質。雖然許多機車俱樂部也穿著三件式布章，但這並不一定表明該俱樂部是一個不法分子組成的機車幫會。政府的執法機構在突擊幫會、俱樂部或幫會成員的住宅時，會沒收這些機車幫會背心，他們經常在新聞發布會上展示這些物品。這些衣物會被用於審判時的佐證，作為幫會成員代表其俱樂部進行犯罪行為的起訴聲明。

### 「MC」方塊、「1%」鑽石布章
外界要辨識穿戴布章背心的人是否為幫會份子的途徑，除了帶有地名的三片式布章之外，「MC」方塊與「1%」鑽石布章也是判斷的方式之一。在機車幫會的世界中，「MC」字樣代表了機車俱樂部的英文縮寫，這種布章絕大多數是方塊狀。每個機車幫會的布章都一定會有明顯「MC」字樣，這是為了確保任何人不會將他們與平民俱樂部混淆。而「1%」和「1%er」布章全部都是鑽石形（菱形）的，代表配戴者隸屬於大型幫會。為了避免大型幫會的挑戰，一些獨立的、小規模的機車幫會不會配戴 「1%」布章，但這些次級幫會可能與大型的「1%」幫會一樣暴力。因此，缺少「1%」布章並不能排除配戴者與其隸屬幫會的犯罪程度或忠誠度。

### 其他布章
有一些機車幫會成員可能會擁有其他布章，包括短語和符號，以代表各種成就和象徵意義。這些其他布章的風格或意義在不同的機車幫會之間也有變化。例如人頭骨圖案、榮譽頭銜、紀念章或座右銘，特別是一些執行過謀殺或其他暴力行為的成員，經常會擁有和他人不同的特殊布章。
另外還有「翅膀」或「機車翅膀」圖案的特殊布章，它們就像傘兵徽章或飛行員徽章那樣，但是具有各種顏色代碼的不同含義，例如據說在某些機車幫會，與患有性病的女性發生過性關係的成員可能會縫著「綠翅膀」。這些定義有時是一個惡作劇，目的是揶揄模仿機車幫會穿著的平民騎士，也是為了激怒保守的公眾和政府當局為目的。通常，額外的布章都是符號，例如使用納粹標誌或親衛隊的死亡頭骨。這些一般不是用來表示同情納粹，而是用來表達機車幫會對社會限制的全面反對，並且希望震驚那些不了解騎士文化的人。

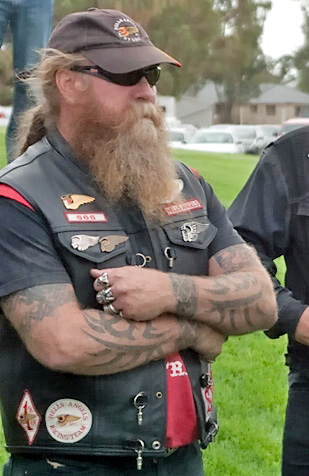
地獄天使的幫會成員
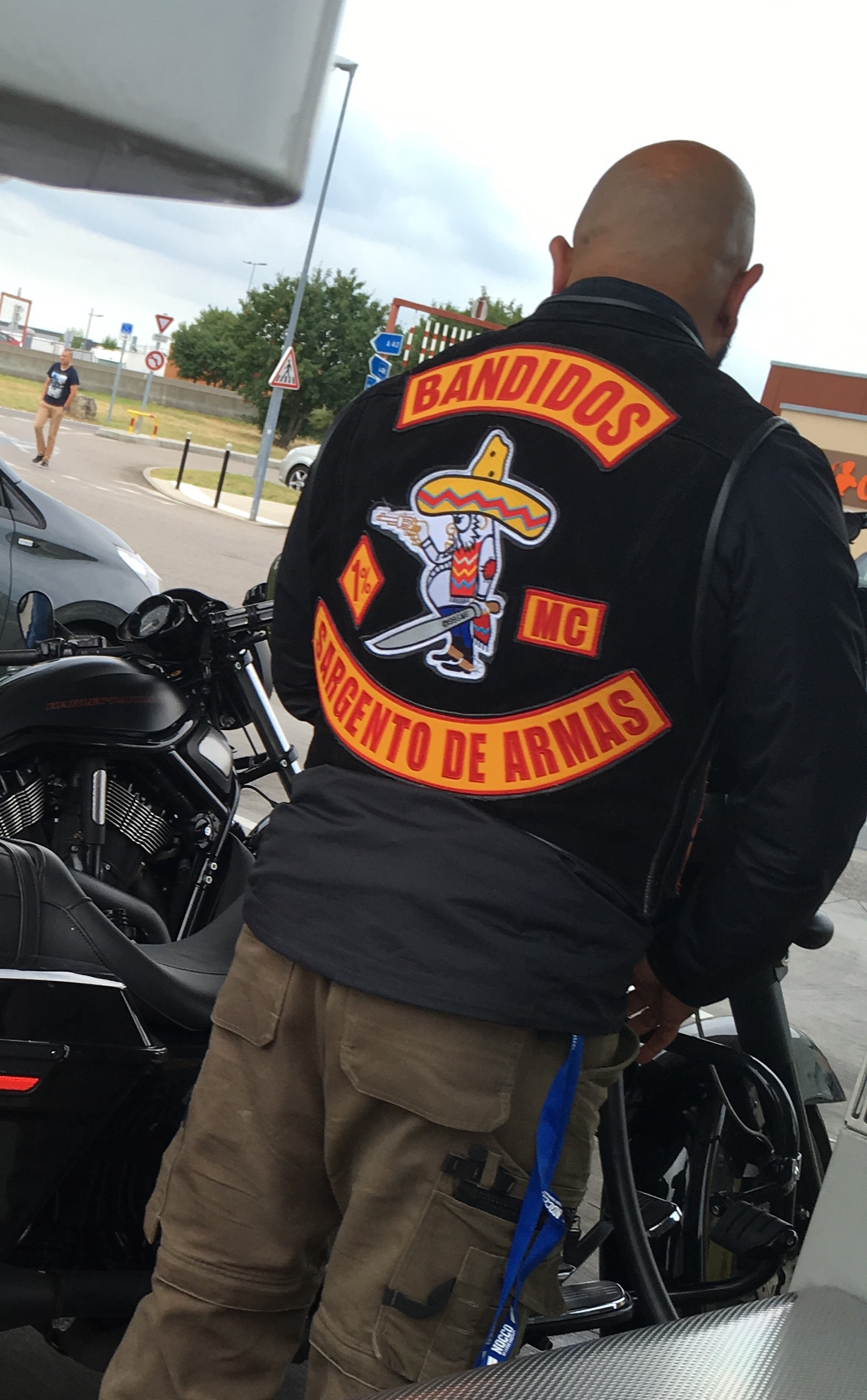
惡棍之徒（英语：Bandidos Motorcycle Club）的幫會成員
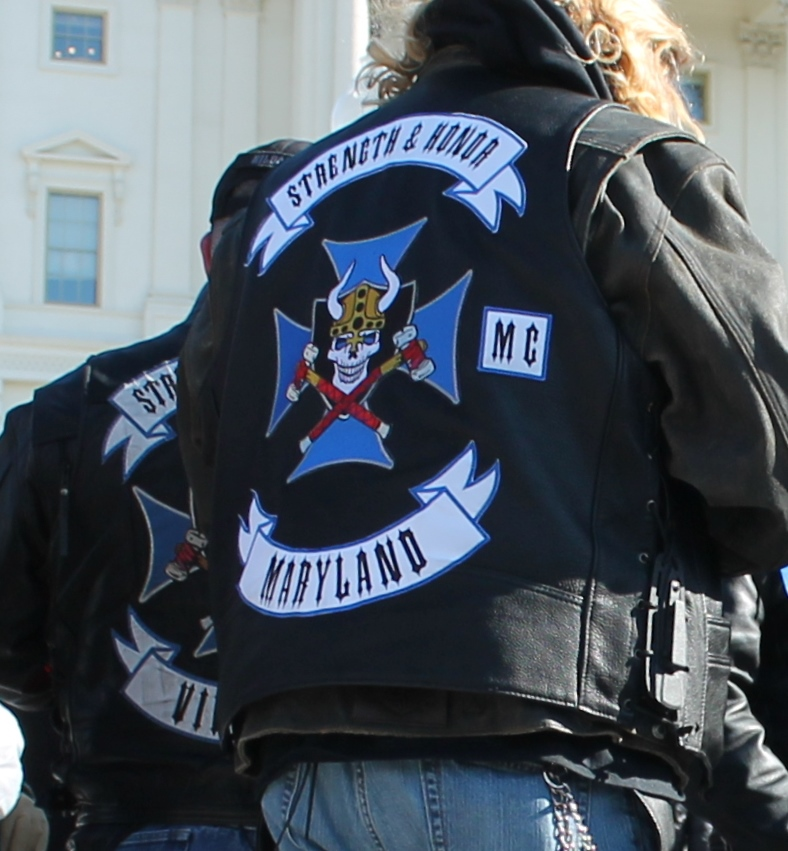
實力與榮譽（英语：Strength & Honor MC）的幫會成員
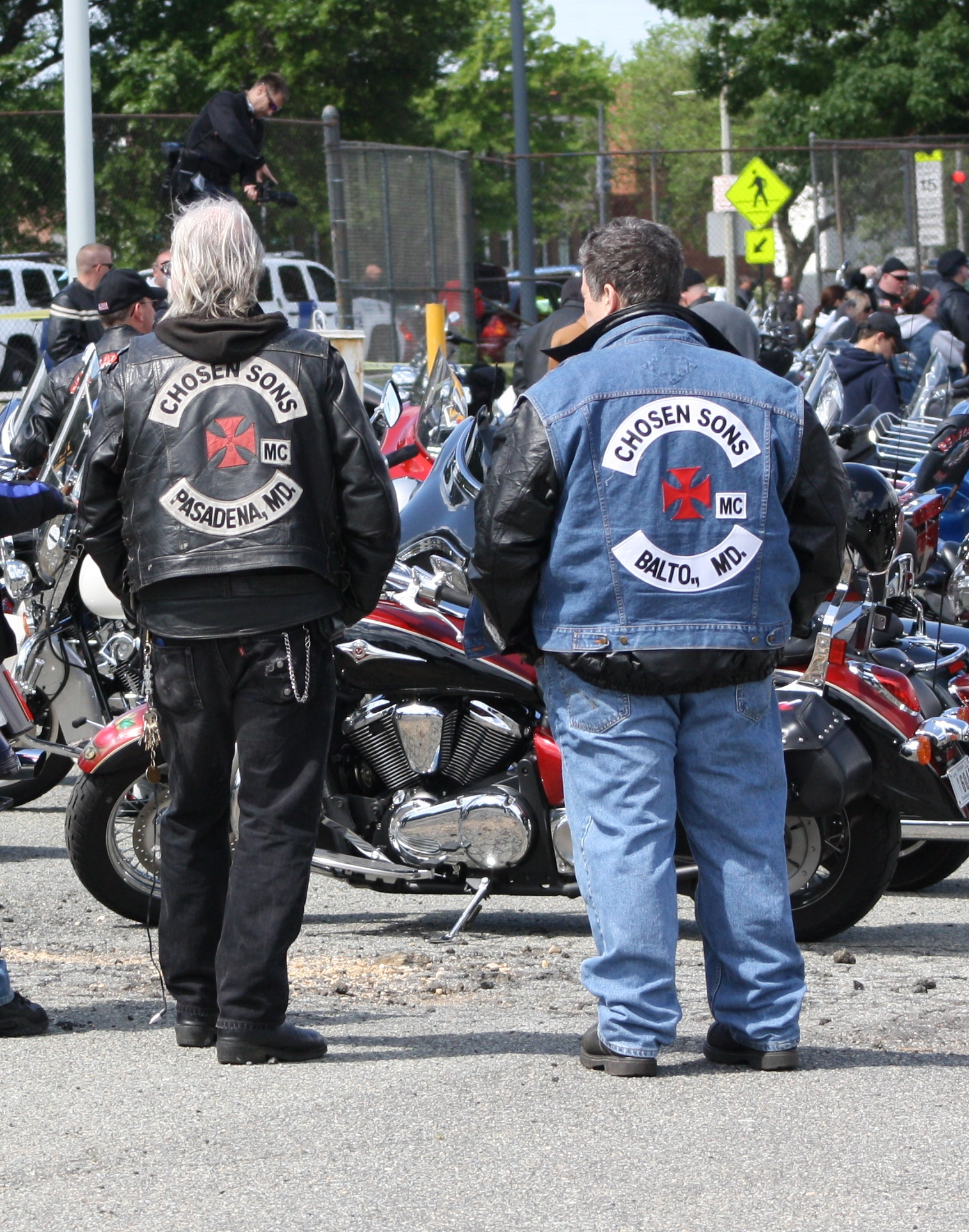
菁英之子（英语：Chosen Sons MC）的幫會成員
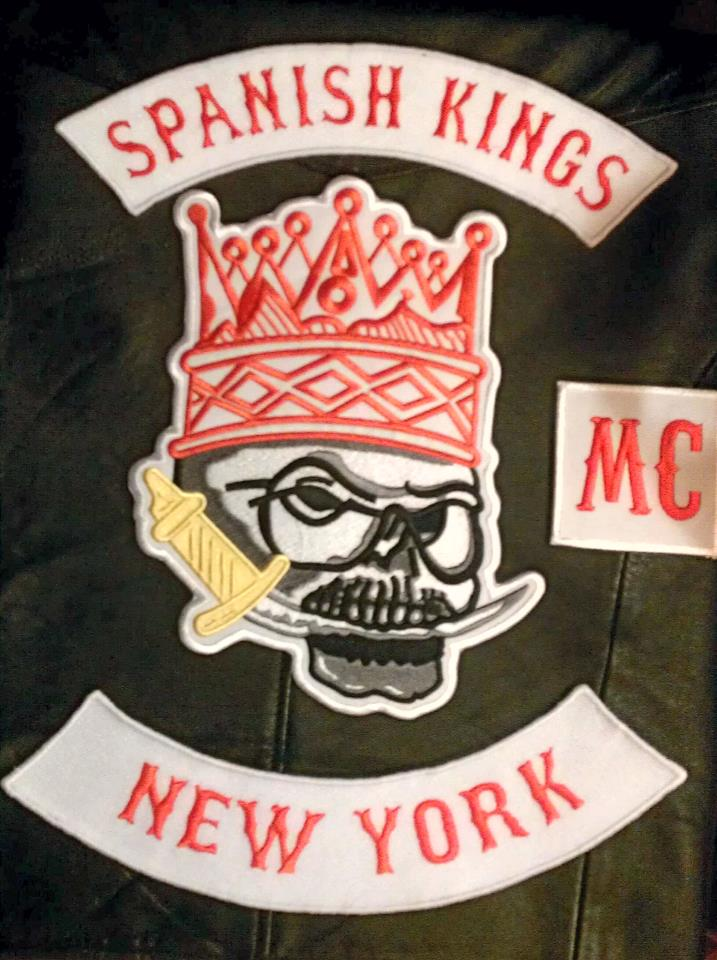
西班牙國王（英语：Spanish Kings MC）的幫會背心
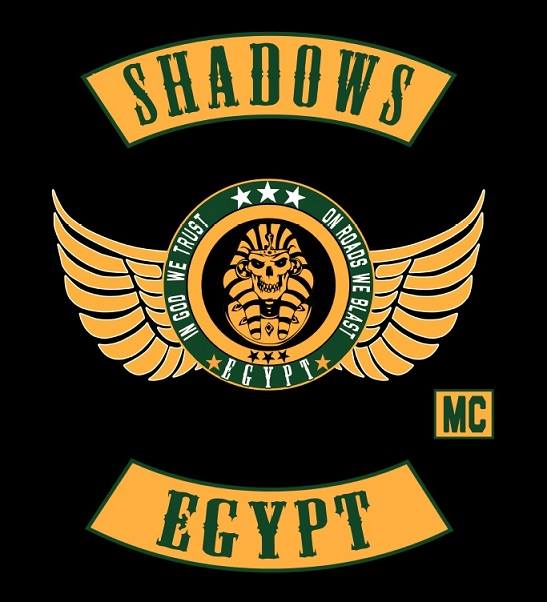
暗影幫（英语：Shadows MC）的幫會背心
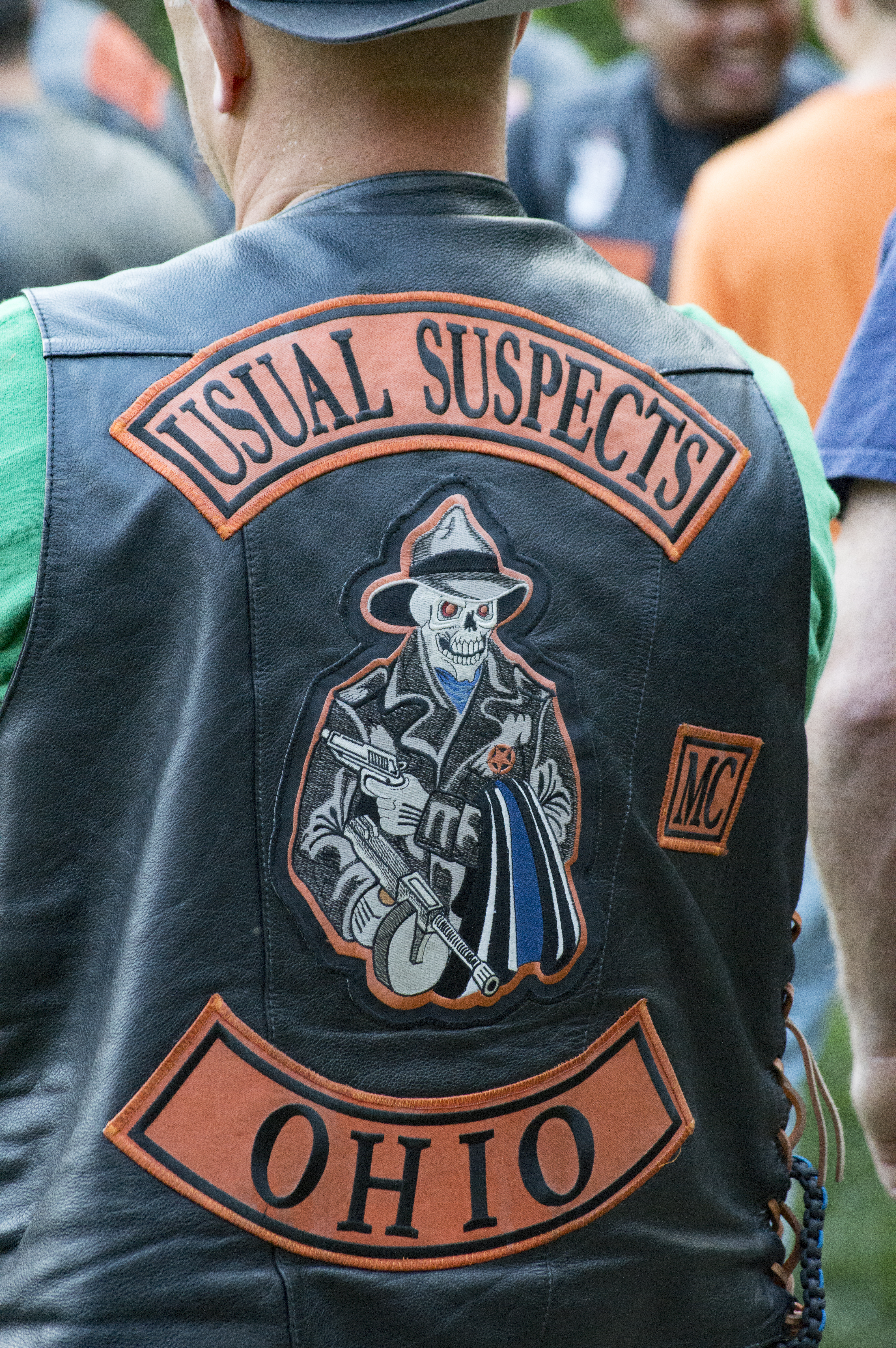
慣犯幫（英语：Usual Suspects MC）的幫會背心
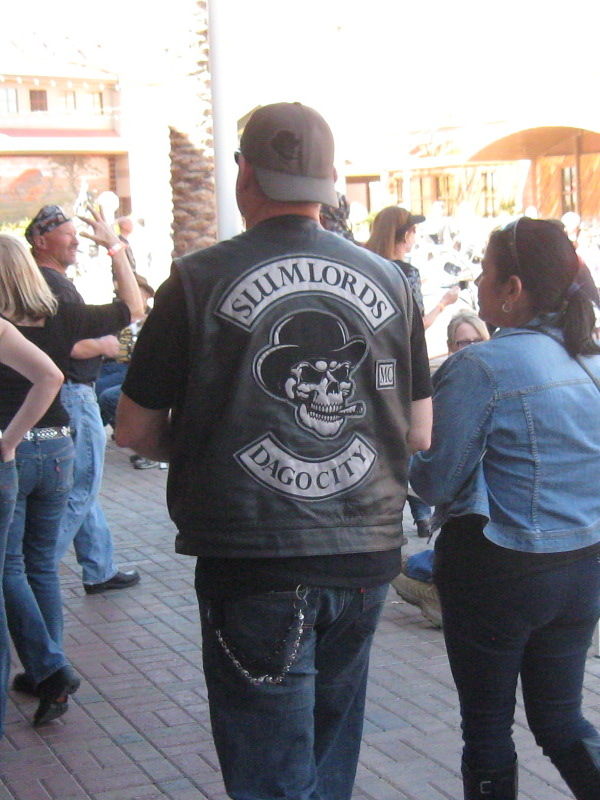
貧民窟之王（英语：Slumlords MC）的幫會成員
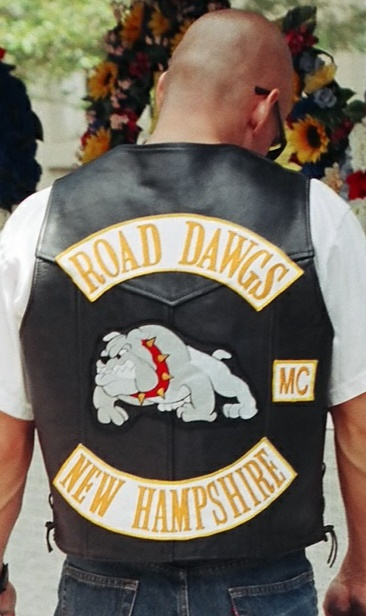
鬥犬的幫會成員
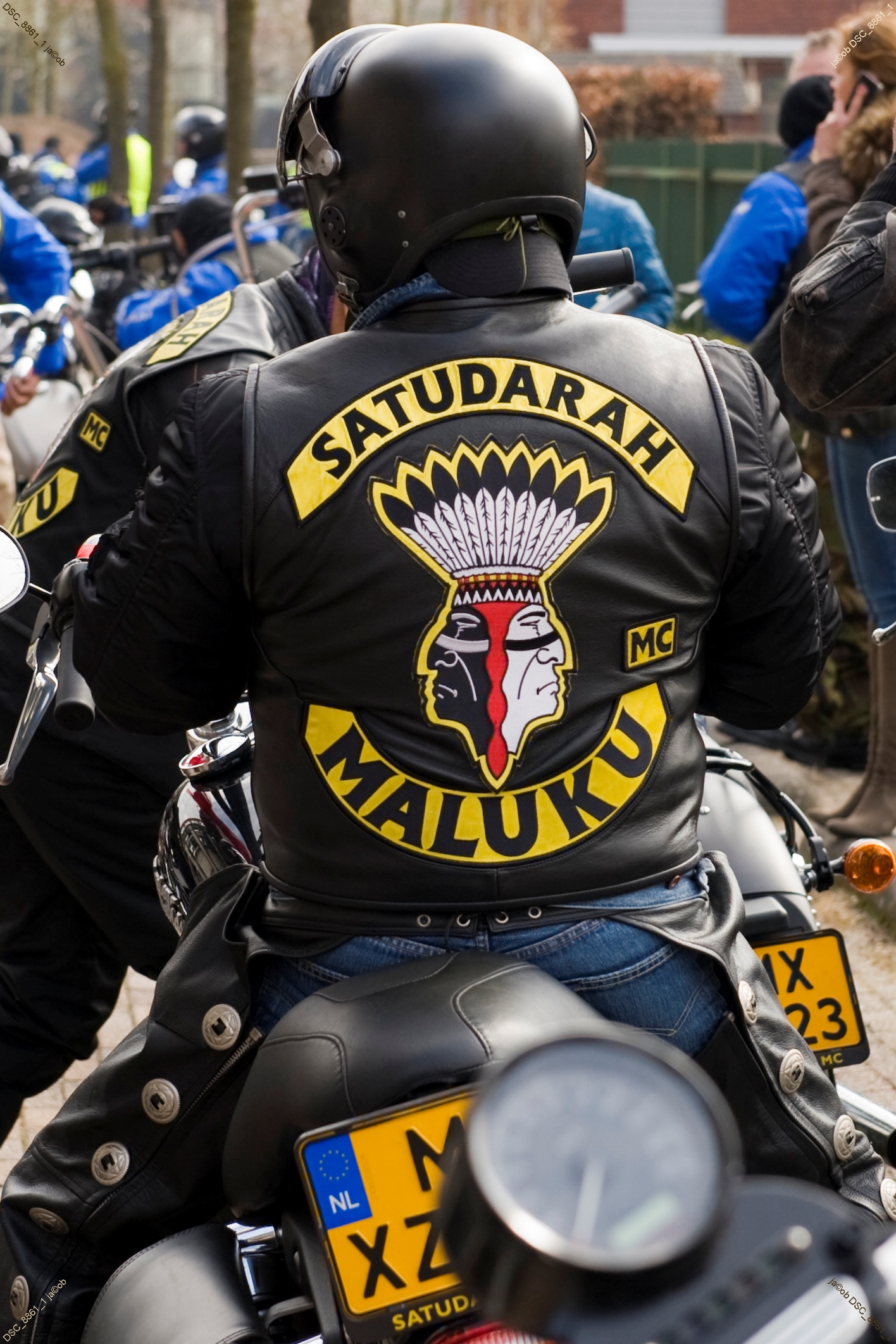
印地安之血（英语：Satudarah MC）的幫會成員
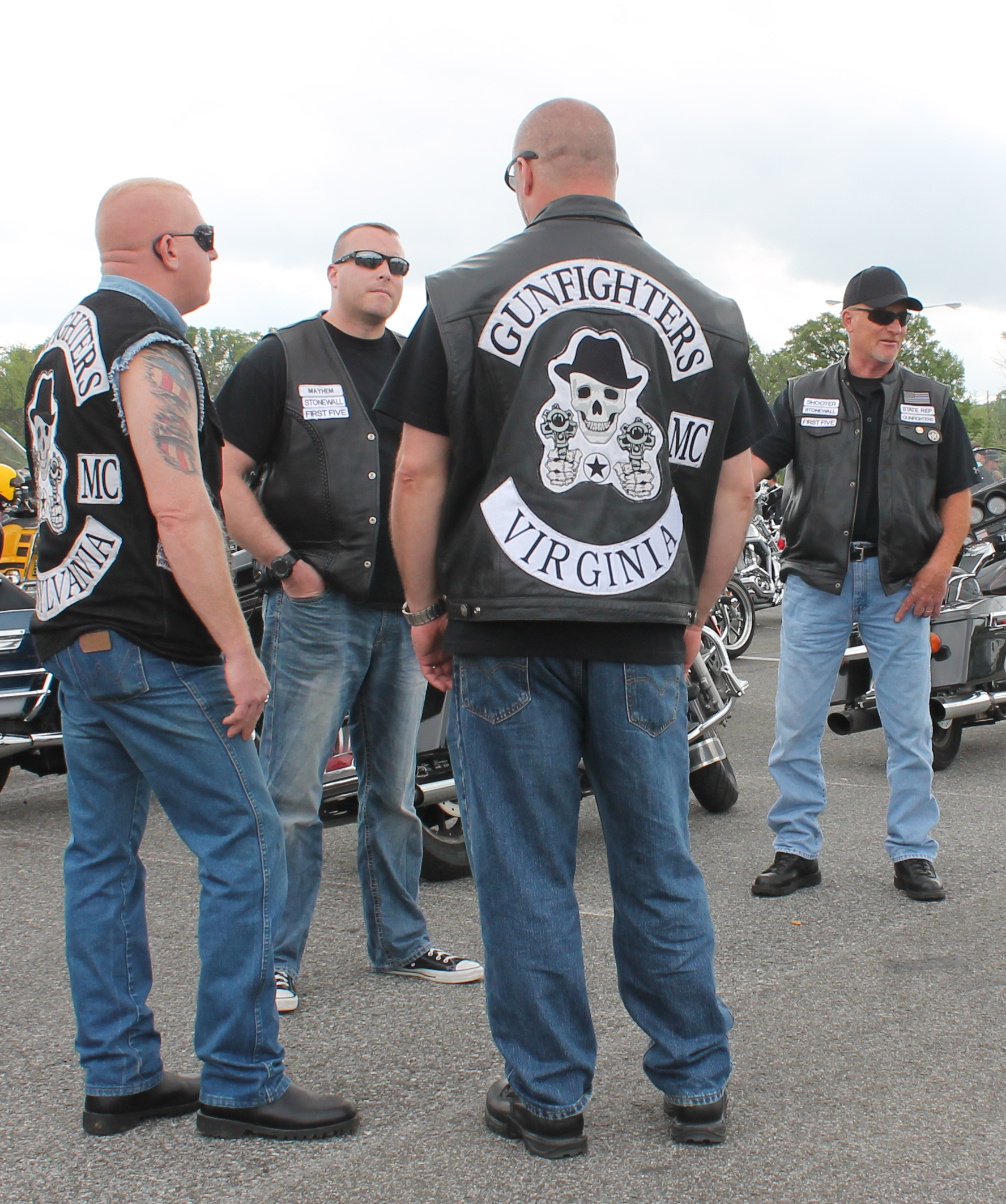
神槍手（英语：Gunfighters MC）的幫會成員
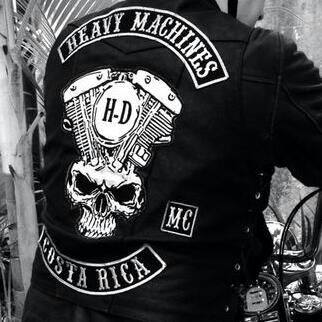
重機械（英语：Heavy Machines MC）的幫會成員
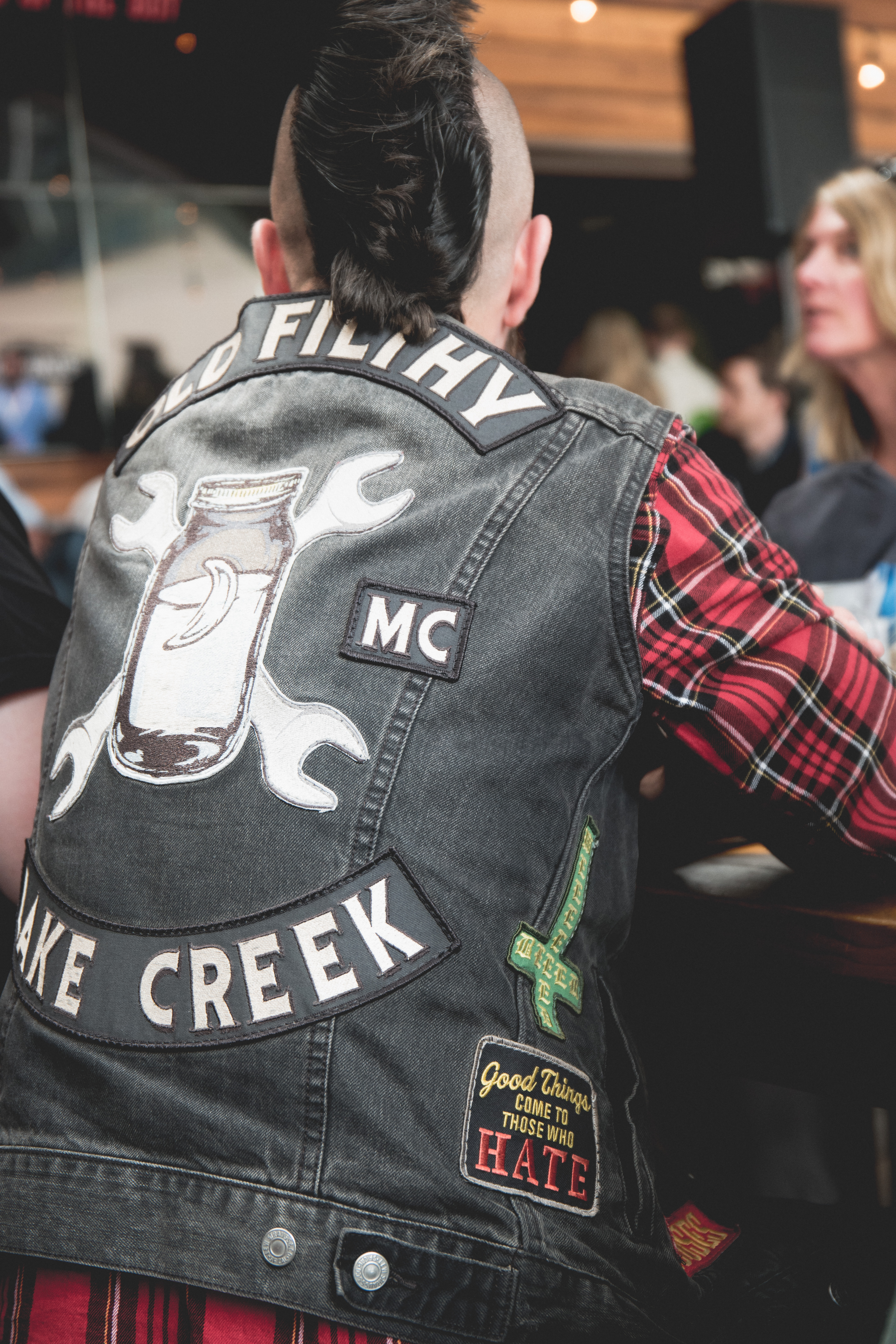
髒老頭（英语：Old Filthy MC）的幫會成員
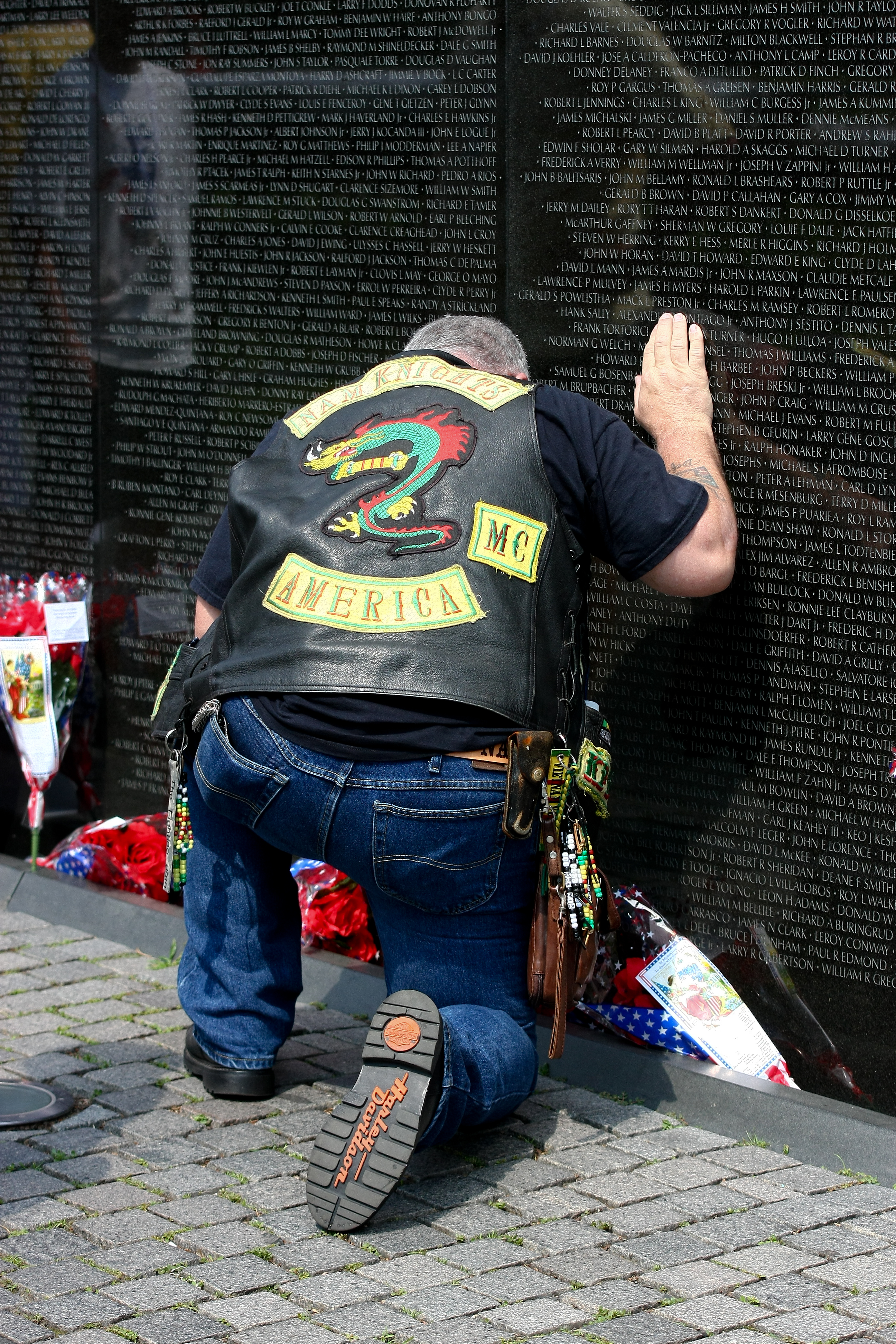
美國南方騎士（英语：Nam Knights of America MC）的幫會成員
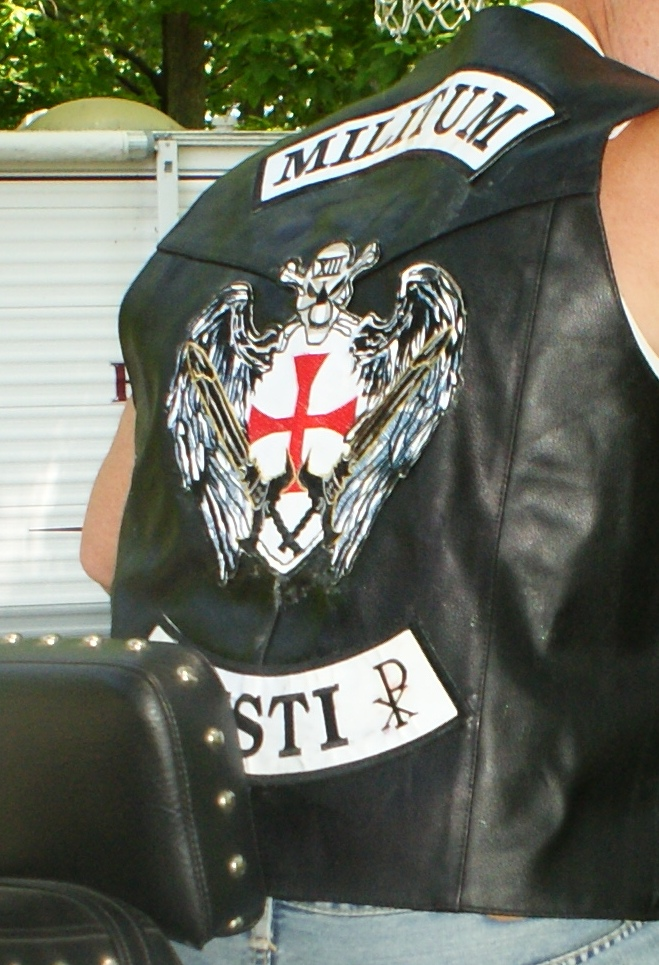
軍事敵人（英语：Militum Xpisti MC）的幫會成員
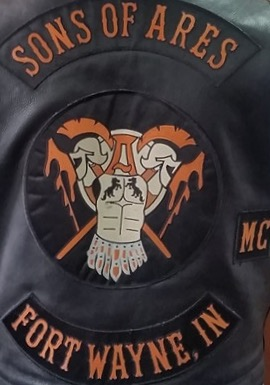
戰神之子（英语：Sons Of Ares MC）的幫會背心
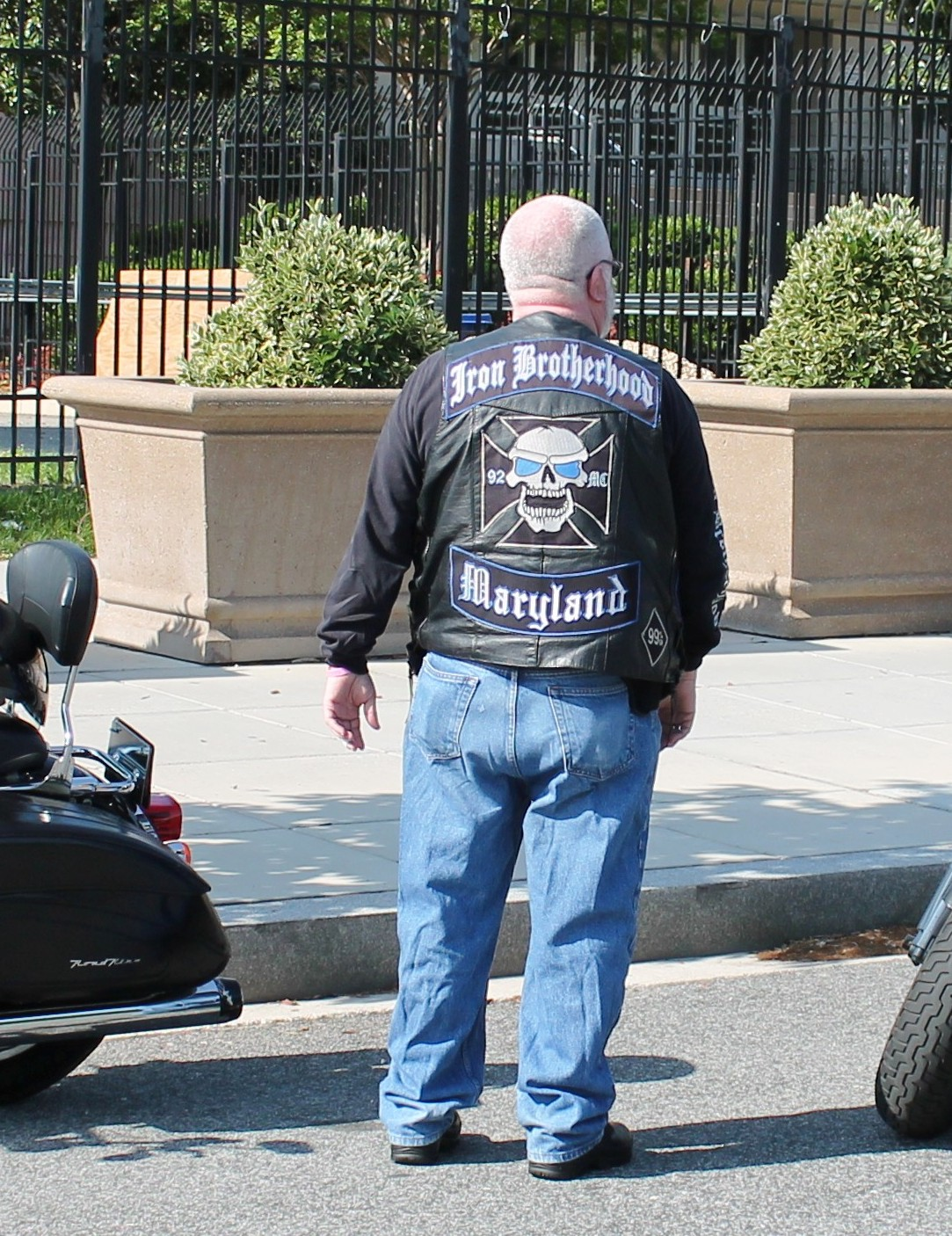
鋼鐵兄弟會（英语：Iron Brotherhood MC）的幫會成員
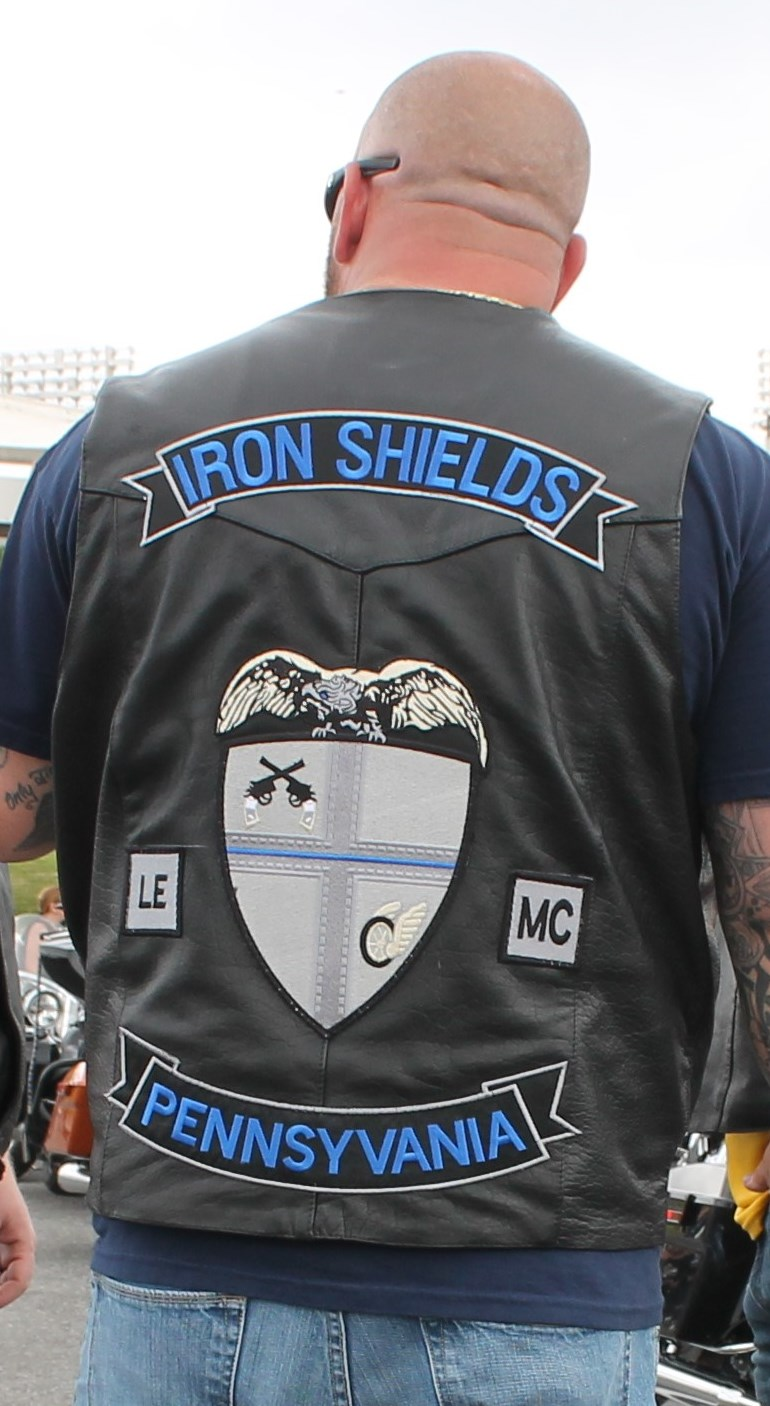
鋼鐵之盾（英语：Iron Shields LEMC）的幫會成員
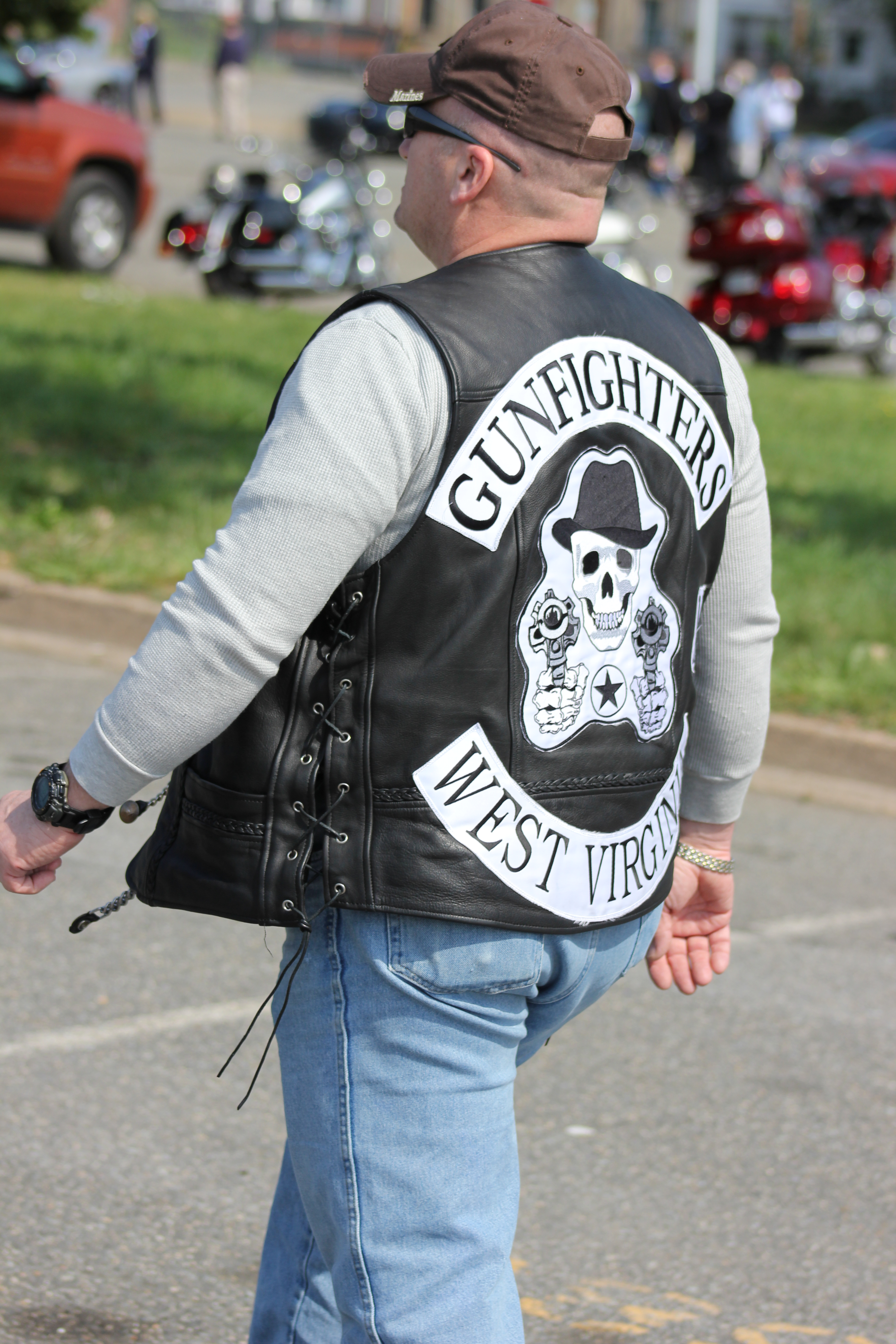
神槍手（英语：Gunfighters MC）的幫會成員
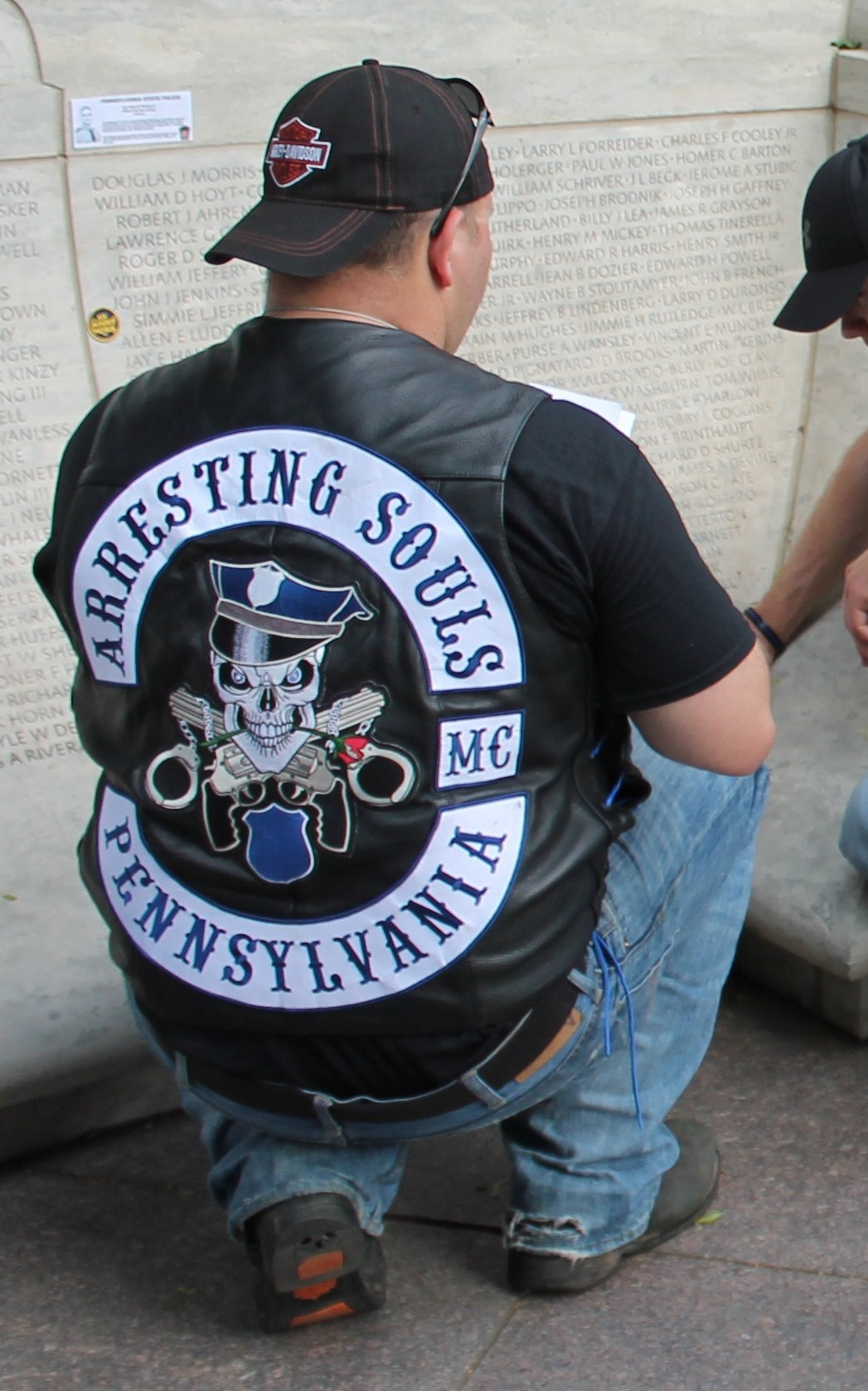
靈魂搜捕者（英语：Arresting Souls MC）的幫會成員
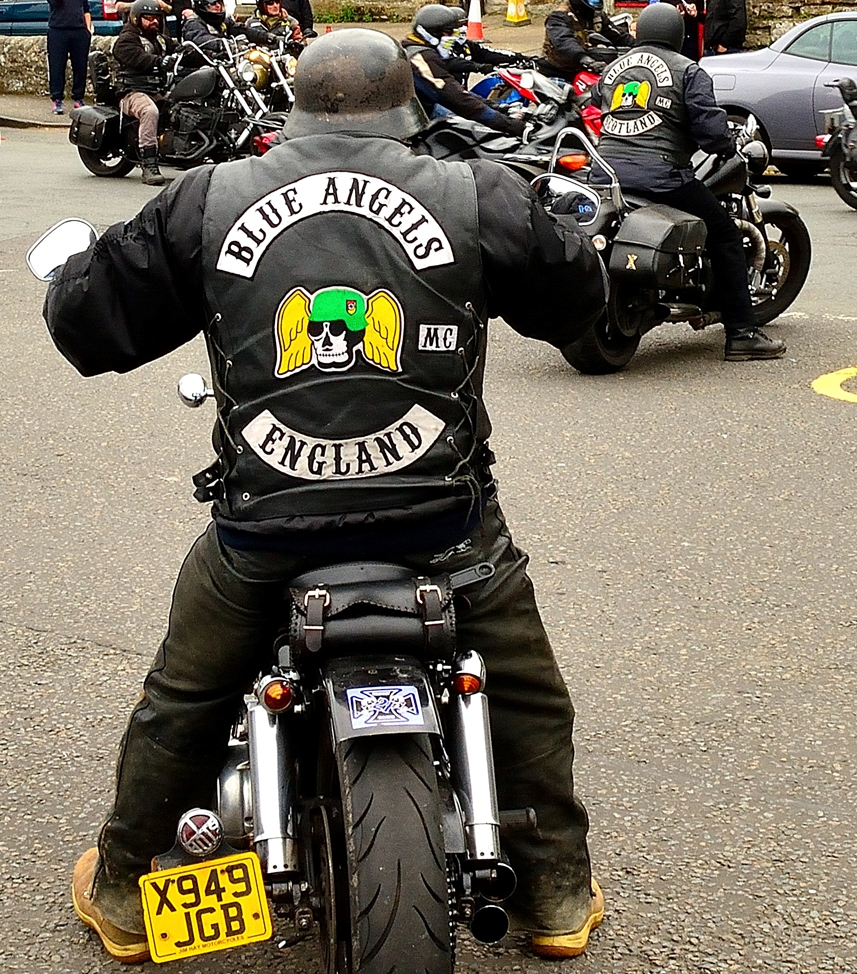
藍天使（英语：Blue Angels MC）的幫會成員
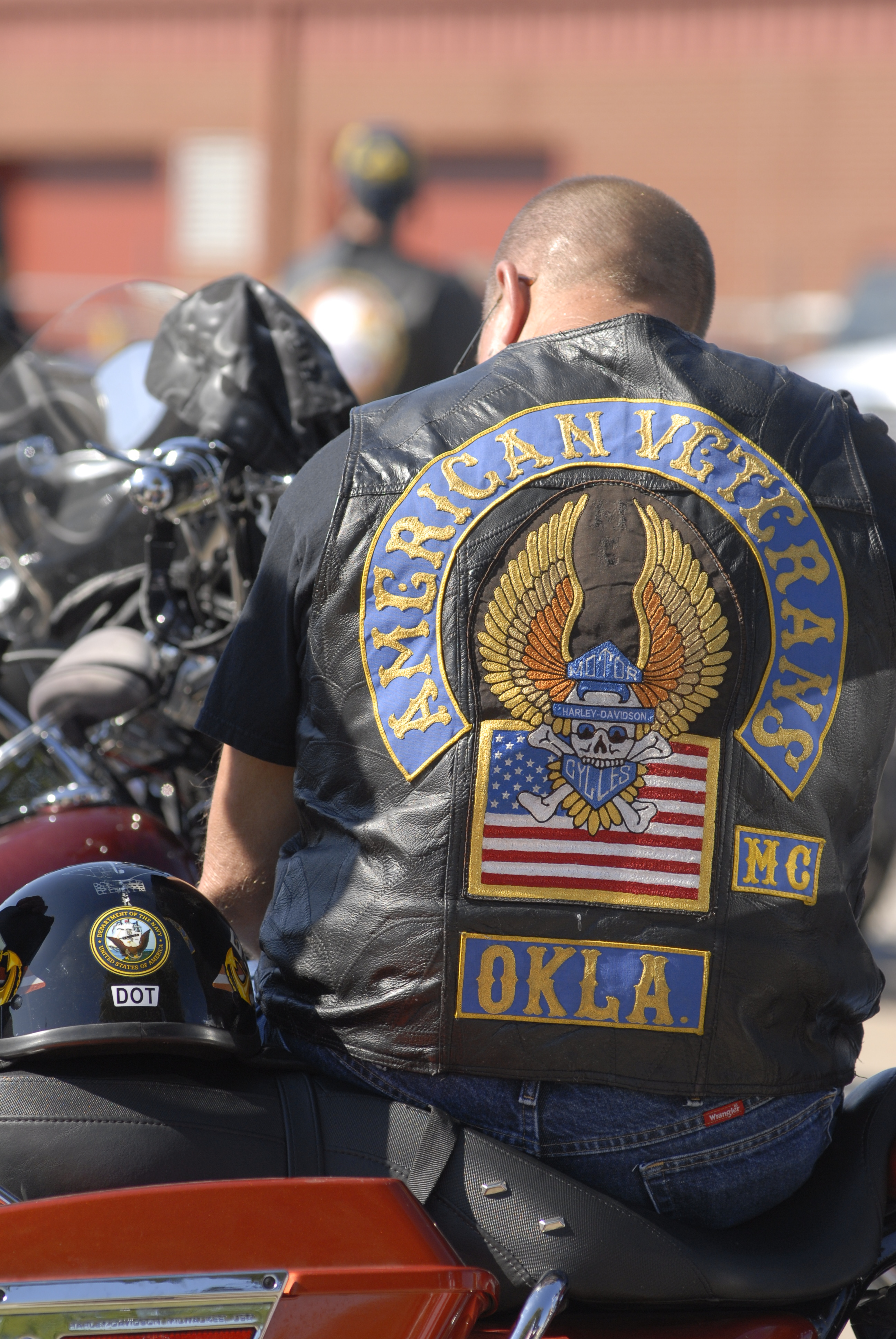
退伍美軍（英语：American Veterans MC）的幫會成員
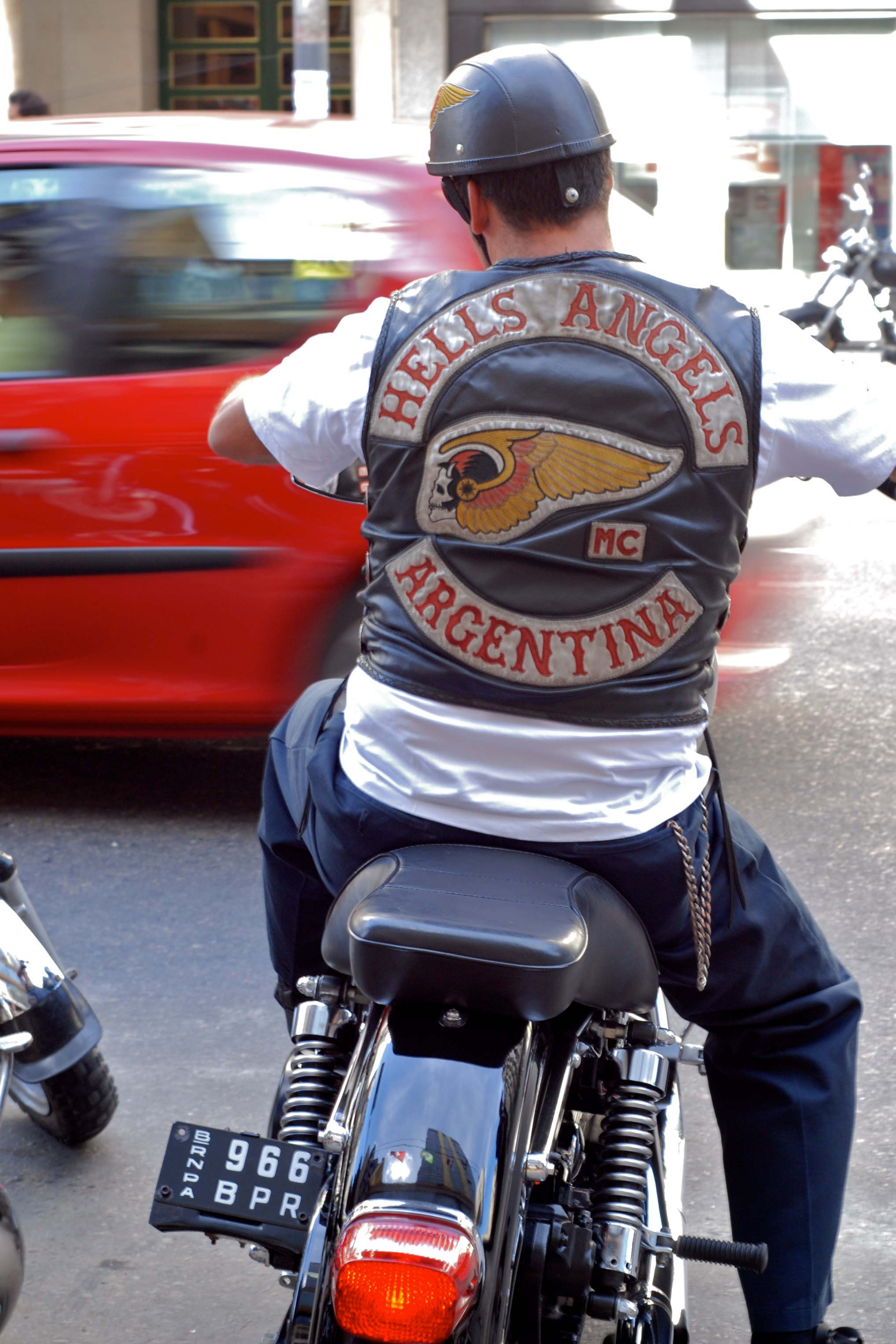
地獄天使的幫會成員

## 性別和種族

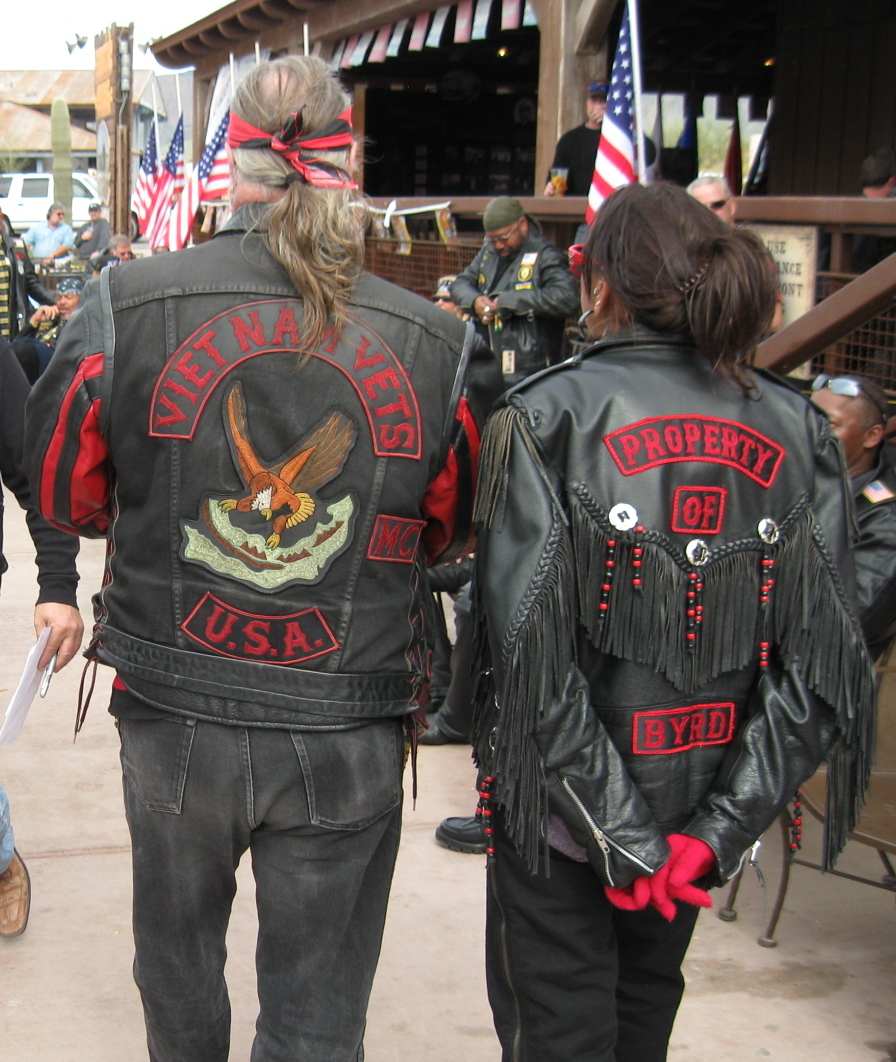
穿著幫會背心的男女。

大多數機車幫會都不允許女性成為正式成員。在機車幫會中，女性是男性成員的服從者，她們被視為幫會財產，被迫賣淫或街頭販毒，經常遭到肉體虐待和性虐待，她們的角色是順服成員、追隨成員和交往對象。這些女子被要求將她們收到的任何款項交給她們所屬的成員，有時是交給幫會，這顯示機車幫會中實行群體性別隔離，她們是服從工人階級的女子，作為俱樂部和幫會的性儀式對象，即妓女、赤裸上身的女招待、脫衣舞者或「賺錢機器」，她們以這些服務來維生並交換幫會的保護。一份1990年的研究文件指出，女性在機車幫會中的作用一直在變化中。2000年的一篇研究文章表示，她們現在具有代理人資格和政治頭腦，並重新定義了她們的生活方式：「我們做到了，我們向男人展示了女性的優勢，我更喜歡和一個幫會成員一起生活，而不是像白癡一樣當個系統中的棋子」，這位匿名女子感到她和她的同伴已經改變了不平等狀況。2001年，一名女性描述了以前在機車幫會的世界中，必須成為某位成員的穩定伴侶（Old Lady），生活狀況與地位才會改善，她們是機車幫會環境的一部分，因為這是一種互利共生的關係。而且這些女性已經破壞了社會定型的角色，並且與機車騎士一樣愛好自由。但是這種情形並非總是如此，例如在1950年代至1960年代期間，一些地獄天使的分會中便有女性成員。
機車幫會反映了他們的社會根源和一般機車騎士的人口統計不同。高調的機車幫會成員一直都是白人，他們的幫會內部也通常都是白人。其他消息來源表明，除了少數例外和黑人自行成立的機車幫會，黑人是不能加入白人機車幫會的。根據學術研究，機車幫會成員的平均年齡是34歲。除了白人和黑人，機車幫會的種族也有墨西哥和其他西班牙語系的族群。但是在現今，種族問題似乎已經不像幫會忠誠或幫會哲學對他們那般重要，幾乎所有機車幫會都有兩種以上的膚色了。據稱，一些非白人騎士被當地的地獄天使分會拒絕加入後，地獄天使內堅持的種族歧視已經導致這些人加入敵對幫會，使對手勢力逐漸壯大，例如蒙古幫。一些機車幫會和底下的分會現在是多種族，但懷有白人優越主義的機車幫會正在美國全境範圍內增長。

## 犯罪行為
一些機車幫會成員從事犯罪和有組織犯罪活動。不過近期來治安已經有所好轉，儘管與這些機車玩家和「1%」反社會次文化有關，執法機構認為這些個人和機車幫會在犯罪集團的類型中是獨一無二的，因為他們會維護網站和事業形象，透過布章和紋身來識別自己和他人，表明身份並與一般平民與罪犯區分開來，有些幫派高層對法律事務熟悉，制定並遵守律法和章程、商標、幫會名稱和標誌，甚至舉行為了改善公眾形象的正面宣傳活動。

### 犯罪事業

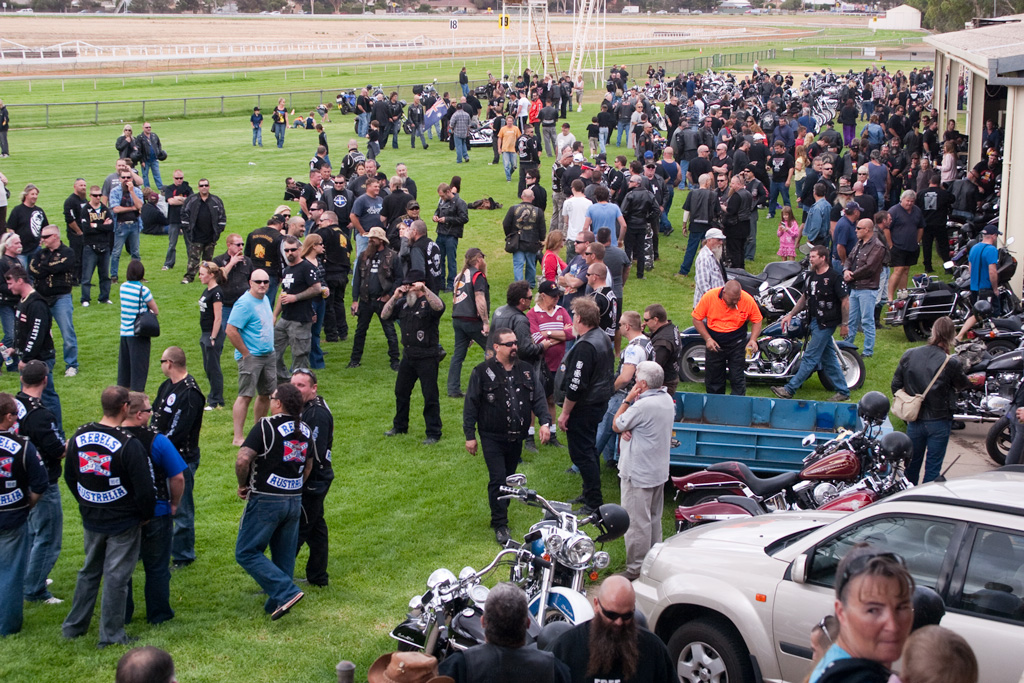
2008年，南澳大利亞州一個機車幫派抗議遊行的聚集場景。

美國司法部將「不法機車幫派」（Outlaw Motorcycle Gang）定義為「成員使用機車俱樂部作為犯罪企業渠道」的掩護組織。美國聯邦調查局和加拿大刑事情報局已經將一些機車俱樂部列為「不法機車幫派」，例如地獄天使、異教徒、亡命之徒和惡棍之徒，它們被稱為「機車幫會四巨頭」。這四個幫會擁有足夠大的全國性影響，能應對《美國反詐欺和腐敗組織法案》的章程。加州總檢察長也將蒙古幫和浪子幫列為「不法機車幫派」。
聯邦調查局稱，「不法機車幫派」主要透過毒品交易、販運贓物和敲詐勒索來維生，並且他們還參與區域勢力和非法毒品交易鬥爭當中，每年的獲取的金額約為十億美元。1985年，聯邦調查局破獲了一次歷來最大的不法機車幫派，沒收了兩百萬美元的非法毒品和非法武器庫，包括烏茲衝鋒槍和反坦克武器。2008年10月，聯邦調查局宣布結束六個月的秘密行動，由特務幹員進入蒙古幫臥底，最終下達了160份搜查令和110份逮捕令，破獲該幫會的麻醉藥品走私販運。
在加拿大，特別是在20世纪末期，機車幫會的犯罪案件大量增加，其中最著名的是魁北克車手之戰，那場暴力地盤爭奪戰導致約150人死亡，包括一位無辜的旁觀者被汽車炸彈炸死。加拿大的暴力事件增加歸因於非法販毒業務進入蒙特婁港，引起幫會地盤的戰爭，而且地獄天使也試圖從加拿大各地的對手或獨立幫派中獲取街頭貿易的控制權根據皇家加拿大騎警在曼尼托巴省法院的公報中，他們將這些團體定義為「任一集團的機車愛好者，自願作出承諾、聯合起來，以暴力強制遵循他們組織的嚴格規則，從事與社會和法律嚴重衝突的活動」。這些分會的成員和支持者堅持認為非法活動是孤立的事件，而且整個非法行為並不是有組織犯罪，機車俱樂部也不是犯罪組織。他們經常將自己與警察部門進行比較，其中一小部分的「壞警察」並不會使整個警察部門成為犯罪組織，而地獄天使則是贊助捐助活動的公益慈善組織。
與其他犯罪組織相反，機車幫會以個人為基礎，而不是自上而下的科層制度，支持者可以聲稱只有一些成員犯罪，每個成員都可以自行選擇從事的活動，並和黑手黨等其他犯罪組織的「不道德的家庭主義」層級秩序和命令相比較，機車幫會的性質只是「不道德的個人主義」。美國菸酒槍炮及爆裂物管理局探員威廉·昆恩曾滲入蒙古幫臥底，他表示機車幫會不像黑社會這樣的組織，犯罪和暴力的目的不是用來追求利潤的手段，而是追求某種生活哲學，混亂和無法無天是機車幫會成員的生活方式，他們透過非法手段獲得金錢，只是一種維持生計的手段。
近來許多國家的政府部門已經嘗試破壞機車幫會和瓦解成員資格的制度。2011年6月，澳洲高等法院推翻了一項法律，禁止以犯罪為重點的機車俱樂部存在，並要求成員們避免彼此接觸。在美國，一名聯邦法官駁回了檢察機關要求奪取蒙古幫的幫會標誌和名稱所有權，稱政府沒有該商標的持有權。聯邦檢察官也曾起草更大的刑事起訴書，要求提供政府對該標誌所有權的法院命令，以防止機車幫會成員穿戴幫派背心。

## 機車幫會之間的關係
某些大型機車幫會相互競爭，通常是在領土問題、生意範圍和其他問題進行鬥爭。有時，勢力較小的機車幫會被迫或自願協助成為另一個更大的機車幫會，有時需要在他們的背心縫上一個「支援布章」，表明他們與主導地區事務的機車幫會有聯繫。一般情況下，主導地區事務的機車幫會允許較小的幫會存在並交易牟利。另一些被抵制、不被允許的俱樂部會遭到威脅、侵略、攻擊或強行解散。
在澳洲和美國，許多機車幫會已經建立了廣布全國的幫派聯盟，這些聯盟由擁有州級堂口的幫會成員和偶爾參與的第三方組織組合而成，定期召開會議，每個機車幫會派出成員代表解決幫會之間的爭議，並討論共同關心的議題或利益。地區性聯盟或幫派聯盟已經平息了一些幫會之間的競爭和衝突局勢，並且他們還一同僱用法律顧問和公關代表。

## 文化影響
不法騎士及其機車幫會經常在電影和媒體中被廣泛描繪或模仿，形成了不法騎士電影類型，它通常以公眾潛意識中的負面刻板印象存在，並激盪出時裝流行趨勢，包括男性的豪邁氣概和性感女騎士的時尚形象。這甚至引起一些機車幫會和時裝公司針對服飾上的法律糾紛，同時廣泛傳達了危險、叛逆、陽剛之氣和工人階級的價值觀。
機車幫會和不法騎士的衣著風格和生活方式影響了其他次文化，例如龐克文化、重金屬音樂、皮革次文化、哥德次文化和數位歌德時尚。特別是在重金屬音樂的文化圈中，由幫會背心演變出來的金屬戰袍也已經成為一種服飾風格，成為樂迷表達個性、音樂品味和歸屬感的一種方式，衣物上的布章、補丁和徽章都由樂團標誌、專輯封面或其他藝術品取而代之。機車幫會最初是一個美國人的次文化，現今已具有國際影響力，重機騎士的衣服和機車已經成為一種文化象徵，他們的地位和形象普遍受到媒體誇大或神化。

### 流行文化
參見主條目：不法騎士題材的影視作品

#### 文學
- 1960年代中期，當地獄天使被媒體廣泛披露後，也興起了不法騎士題材的影視作品（英语：Outlaw biker film）[148]，特別是1966年在亨特·湯普森（英语：Hunter S. Thompson）的書《地獄天使：機車幫會奇怪可怕的傳奇（英语：Hell's Angels: The Strange and Terrible Saga of the Outlaw Motorcycle Gangs）》出版之後。

#### 電影
- 2007年美國喜劇電影《荒野大飆客（英语：Wild Hogs）》，四位平民主角穿著自製的仿幫派皮衣踏上公路冒險，遇上一個虛構的摩托車幫會挑釁和追打[149]。

#### 電視
- 2002年美國迷你影集《最終章（英语：The Last Chapter）》，將背景設定在多倫多和蒙特婁，並以魁北克車手之戰（英语：Quebec Biker war）為藍本描繪一個虛構的爭鬥，角色試圖在安大略省建立一個堂口[150]。
- 2008年美國犯罪類影集《混亂之子》，劇本的原型參考自地獄天使[151][152]，描繪一個虛構的機車幫會，主要由參與過越南戰爭的美國退伍軍人組建，角色們參與各種犯罪活動，並與黑社會及幫派有關。電視劇的創作者科特·薩特認為讓角色成為安非他命經銷商太過爭議，所以讓他們改以販運非法軍火為業[153][154]。
- 2012年澳洲迷你影集《車手之戰：戰火兄弟連（英语：Bikie Wars: Brothers in Arms）》，在六集的系列影片中，描繪真實的米爾費拉大屠殺（英语：Milperra massacre）事件，1984年9月2日兩組機車幫會在米爾費拉（英语：Milperra）爆發槍械戰，7人死亡，28人受傷，包括一名14歲的無辜女性旁觀者[63]。
- 2015年美國犯罪類影集《黑幫臥底（英语：Gangland Undercover）》，靈感來自於美國菸酒槍炮及爆裂物管理局探員查爾斯·法爾科（英语：Charles Falco）的真實故事，查爾斯·法爾科在二十世紀初滲透了幾個美國機車幫會。
- 2018年美國犯罪類影集《邊疆飆風族（英语：Mayans MC）》，該劇是《混亂之子》的衍生劇，以拉美裔機車幫會的角度發出，背景設定在加州與墨西哥邊界。劇中角色在《混亂之子》初期是反派，但隨劇情發展成為主角群的盟友[155]。

#### 遊戲
- 2008年動作冒險遊戲《俠盜獵車手：失落與詛咒》[156]
- 2013年動作冒險遊戲《俠盜獵車手Online》[157]
- 2019年生存恐怖遊戲《往日不再》，主角為「1%」機車幫會幹部，並在末日來臨後一直穿著幫會背心[158]。

## 著名的跨國機車幫會
- 地獄天使（Hells Angels）
- 亡命之徒（英语：Outlaws Motorcycle Club）（Outlaws）
- 惡棍之徒（英语：Bandidos Motorcycle Club）（Bandidos）
- 蒙古幫（英语：Mongols Motorcycle Club）（Mongols）
- 浪子幫（英语：Vagos Motorcycle Club）（Vagos）
- 沉默之子（Sons of Silence）

## 另見
- 日本暴走族
- 台灣飆車族
- 香港街車

## 外部連結
- 中的“1%”
- 中的“機車幫會”